# Psykoanalys

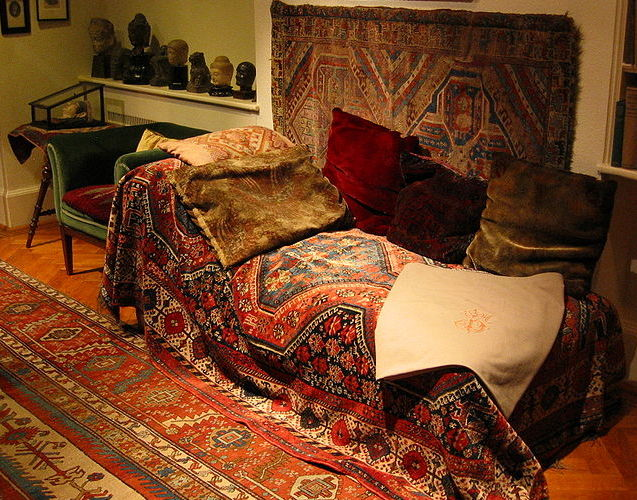
Freuds divan. Patienten låg på divanen och Freud satt bakom patientens huvud.

Psykoanalys (av grekiska ψυχή, psyché - själ och ἀνάλυσις, análysis - upplösning) är en psykologisk idé- och terapitradition, som växt fram ur den österrikiske läkaren Sigmund Freuds (1856–1939) psykologiska filosofi och psykoterapeutiska praktik. Psykoanalysen är 1) en idétradition, 2) en terapitradition, 3) en forskningstradition, och 4) en metod att studera makrofenomen såsom kultur och historia.
Psykoanalysen har utvecklats successivt, dels av Freud själv, dels av hans lärjungar, och rymmer idag en stor diversitet.
Enligt Freuds psykoanalys upplever människan inre konflikter mellan drifter (från detet) och moraliska förväntningar (från överjaget) och har att med sin vilja och förmåga (i jaget) parera dessa. Driftsimpulser trängs på grund av moraliska krav bort (till det omedvetna), förskjuts och återkommer (via det förmedvetna till det medvetna) i förklädd form, till exempel som psykiska symptom. Genom att använda psykoanalysens tolkningsprinciper kan impulsen följas baklänges och man kan komma till insikt om den ursprungliga orsaken.
Driftspsykologer efter Freud fortsätter att betona driftens betydelse. Klein och Kernberg beskriver hur barn kan hantera ett överskott av aggressionsdrift eller negativa erfarenheter av sin mor. Genom klyvning kan gott och ont hållas isär, och det goda så skyddas. Detta leder dock till svårigheter som vuxen: Borderline-personer kastas mellan gott och ont och har svårt att se nyanser. Terapin hjälper patienten att förena gott och ont. Bion lyfter fram vikten av att modern i sitt psyke kan ta in och rymma barnets upplevelser, tänka kring dem och ge tillbaka på ett kärleksfullt och tryggt sätt. Mahler studerar barnets individuation och separation och betonar vikten av att mamman både är tillgänglig och accepterar barnets frigörelse. Annars kan barnet bli kvar i kampen mellan närhet och distans - borderline.
Jagpsykologer tonar ner drifterna och betonar utveckling av färdigheter och anpassning.
Objektrelationsteoretiker tonar också ner drifterna och betonar relationer. Winnicott lyfter fram vikten av en intonad mor. Hon behöver dock inte vara perfekt, utan det räcker att hon är tillräckligt bra. Mellanområdet är ett mentalt område mellan barn och mor som hjälper barnet att reglera närhet och avstånd. Fairbairn beskriver hur ett barn med en avvisande mor ändå längtar efter henne, och senare i livet på samma sätt kan uppleva sig både avvisad och känna längtan efter personer trots att de är avvisande.
Självpsykologen Kohut tonar också ner driften och sätter självkänslan i centrum. Han beskriver vikten av att bli uppskattad, kunna se upp till andra, och känna likhet och samhörighet.
Lacan gör en strukturalistisk tolkning av psykoanalysen.
Psykodynamisk psykoterapi utgår från samma idétradition, men har reducerat psykoanalysens tre till fem sessioner per vecka, eller ursprungligen så gott som dagligen, till en eller två sessioner per vecka.
Psykoanalysens teori och psykoterapi har utvärderats utifrån vetenskapliga kriterier med blandade resultat.
Idéhistoriskt så fanns mycket av Freuds tankestoff före honom, men han sammanställer och utvecklar det till en unik teori. Exempelvis menade Platon och Paulus att människan har olika delar med motstridiga viljor, Schopenhauer talade om människan som omedveten slav under bevarande- och sexualdrifter, Herbart talade om omedvetna idéer som slås samman och så kan nå över medvetandetröskeln, och Janet talade om psykiska energier.
Exempel på traditioner som uppstått ur psykoanalysen är anknytningsteorin och den kognitiva terapin.

## Indelning
Olika indelningar har gjorts av de psykoanalytiska teorierna och praktikerna. Den vanligaste härrör från Fred Pine som delar in dem i fyra psykologier: 
- Driftsteori (med fokus på driftslivet),
- Jagpsykologi (med fokus på anpassning till samhället),
- Objektrelationsteori (med fokus på relationer) och
- Självpsykologi (med fokus på självkänsla).

Denna indelning följs nedan. 
Det finns även andra indelningar. Ana Belchior Melícias gör följande indelning:
- Freudianska skolan: Sigmund Freud
- Jagpsykologiska, Anna Freudianska, eller klassicistiska skolan: Anna Freud, Heinz Hartmann
- Kleinianska, eller objektrelationsskolan: Melanie Klein
- Post-kleinianska eller Bioniska skolan: Wilfred Bion
- Mellangruppen, den oberoende, eller den Winnicottianska gruppen: Donald Winnicott
- Självpsykologiska skolan: Heinz Kohut
- Franska, strukturalistiska eller Lacanianska skolan: Jaques Lacan

Psykoanalysen grundades i Wien. När Sigmund och Anna Freud flydde undan nazismen 1938 bosatte de sig i London. Då fanns Melanie Klein redan där sedan 1926. Meningsmotsättningar uppstod mellan Anna Freud och Melanie Klein och den psykoanalytiska gruppen kom att delas i två som stödde respektive teoretiker. Även en tredje grupp uppstod - mellangruppen eller den oberoende. Detta ger en historisk förklaring till ovanstående beteckningar.
Det finns även olika meningar om vilka teoretiker som skall räknas till olika skolor. Detta gäller särskilt för objektrelationsteorin. Ana Belchior Melícias kallar till exempel Melanie Kleins skola för objektrelationsskolan, medan Salman Akhtar menar att det snarare är den oberoende gruppen med Donald Winnicott och Ronald Fairbairn som skall räknas som objektrelationsteoretiker. Det var Fairbairn som myntade begreppet objektrelationsteori. Klein, Margaret Mahler och Otto Kernberg har visserligen ett starkt fokus på objektrelationer, men har också behållit ett starkt fokus på driften och bör därför enligt Akhtar räknas till driftsteorin, medan Winnicott och Fairbain har lämnat mycket av Freuds driftsteori.
 Nedan följs Akhtars indelning.

## Freuds psykoanalys

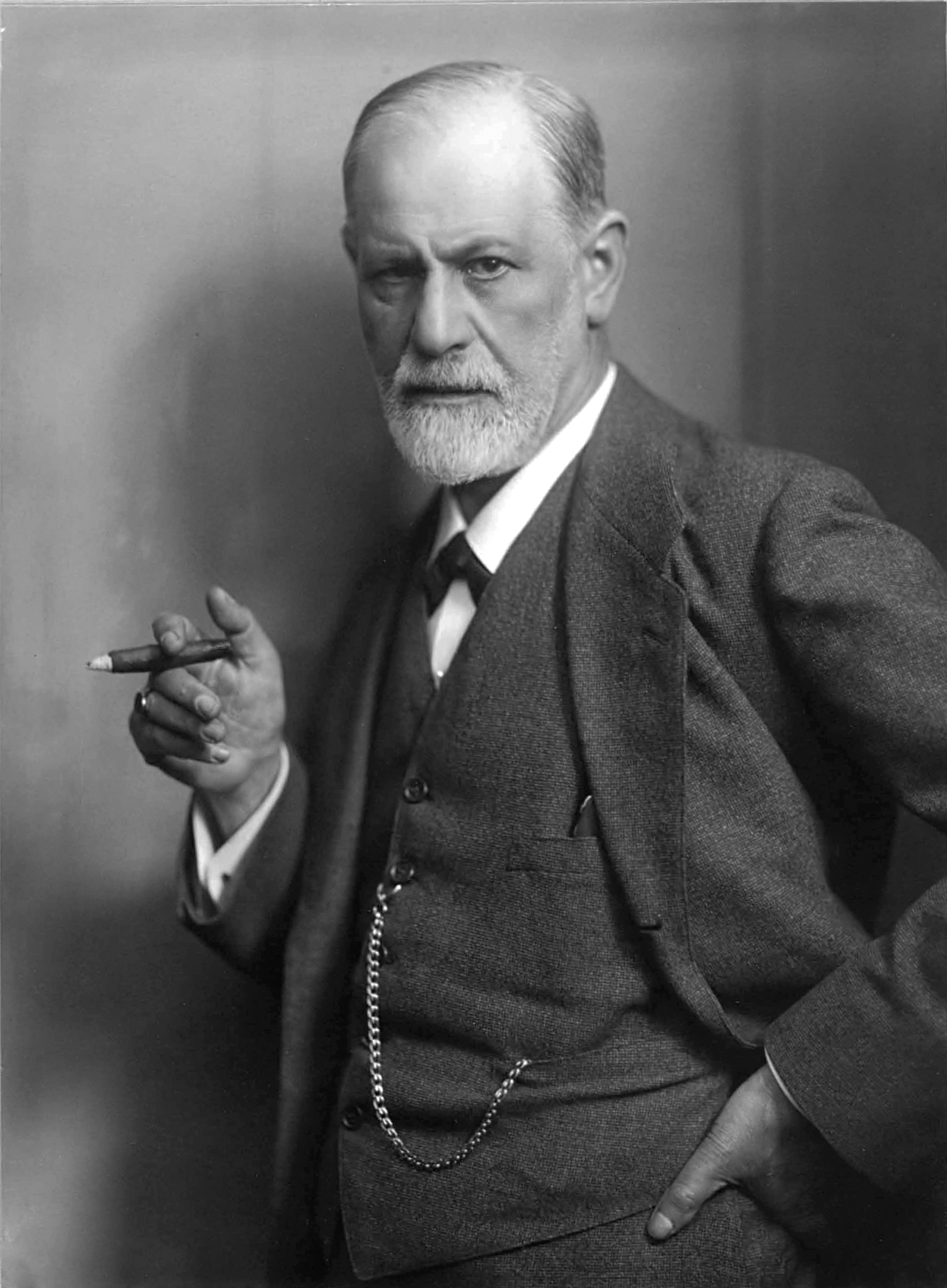
Sigmund Freud

### Teori - Metapsykologi
Sigmund Freud (1856–1939) kallar sin psykologiska filosofi för metapsykologi. Han refererar därvid till Aristoteles Metafysiken, som är en teoretisk reflektion över varats innersta väsen. Freud beskriver människans psyke utifrån tre synvinklar eller perspektiv - den topiska, den dynamiska och den ekonomiska.

#### Topiska synvinkeln - Första topiken (1896) / Topografiska synvinkeln
Den topiska synvinkeln beskriver psyket utifrån rumsliga modeller. I den första topiken indelar Freud, med utgångspunkt i sin tids psykologi, psyket i instanser för perception, minne och medvetande. Han räknar med ett perceptionssystem, ett omedvetet system, ett eller flera förmedvetna system, och det medvetna. De omedvetna och förmedvetna systemen är minnessystem.
I dessa system finns föreställningar, som i perceptionssystemet har formen av bilder, i det omedvetna av ting, och i det medvetna av ord. Mellan föreställningarna finns associationsbanor, som i det omedvetna följer primärprocesser, det vill säga associationer utifrån ordlika likheter; och i det förmedvetna följer sekundärprocesser, som är mer logiska och verklighetsnära. I det omedvetna råder vidare lustprincipen, som eftersträvar snabbast möjliga tillfredsställelse; och i det förmedvetna realitetsprincipen, som eftersträvar mer realistisk och långsiktig tillfredsställelse. Det omedvetna systemet har alltså andra funktionssätt än det förmedvetna och det medvetna.
(Freud talade på tyska om den "topiska synvinkeln" ["topischer Gesichtspunkt"], vilket till engelska kom att översättas "topografisk" ["topographical point of view"]. Inom jagpsykologin kom den andra topiken [se nedan] att kallas för den strukturella synvinkeln, varvid den "topografiska synvinkeln" kom att syfta på den första topiken.)

#### Dynamiska synvinkeln
Den dynamiska synvinkeln fokuserar på människans drifter och beskriver dem med bilder hämtade från läran om krafter (dynamis på grekiska) och ångteknik. Drifterna är som ångkraft, som antingen kan ta sig uttryck i muskelaktivitet som i ångmaskinen, eller i känslomässiga utbrott såsom i en ångvissla. Freud beskriver flera olika drifter, men är mest intresserad av den sexuella.

#### Första driftsdualismen (1910)
Freud grupperar drifterna i två typer. I den första driftsdualismen ställer han sexualdrifterna mot jagdrifterna eller självbevarelsedrifterna. Freuds sexualdrifter är vidare än begreppet vanligen förstås, och inkluderar även oral drift (lusten att smaka, suga och äta), anal drift (lust förknippad med att defekera), uretral drift (lust förknippad med att urinera), exhibitionism (lusten att visa upp sig), voyeurism (lusten att betrakta) och nyfikenhet (lusten att veta). De senare kallas partialdrifter. Jagdrifterna är sådant som hunger, törst och aggression. De driver oss att äta och dricka. De behöver tillfredsställas inom en viss tid. Sexualdrifterna (i Freuds vida mening) är mer plastiska. De kan skjutas upp och tillfredsställas på många olika sätt, vilket öppnar för att många psykiska fenomen enligt Freud kan härledas tillbaka till dem.

#### Andra driftsdualismen (1920)
I den andra driftsdualismen grupperar Freud om drifterna. Sexualdrifterna tillsammans med jagdrifter såsom hunger och törst ses nu tillsammans utgöra livsdrifterna eller Eros. Dessa står emot dödsdrifterna eller Thanatos. Den utåtriktade dödsdriften är aggressionsdriften, men det finns även en inåtriktad dödsdrift som syftar till individens slutliga upphörande.

#### Ekonomiska synvinkeln

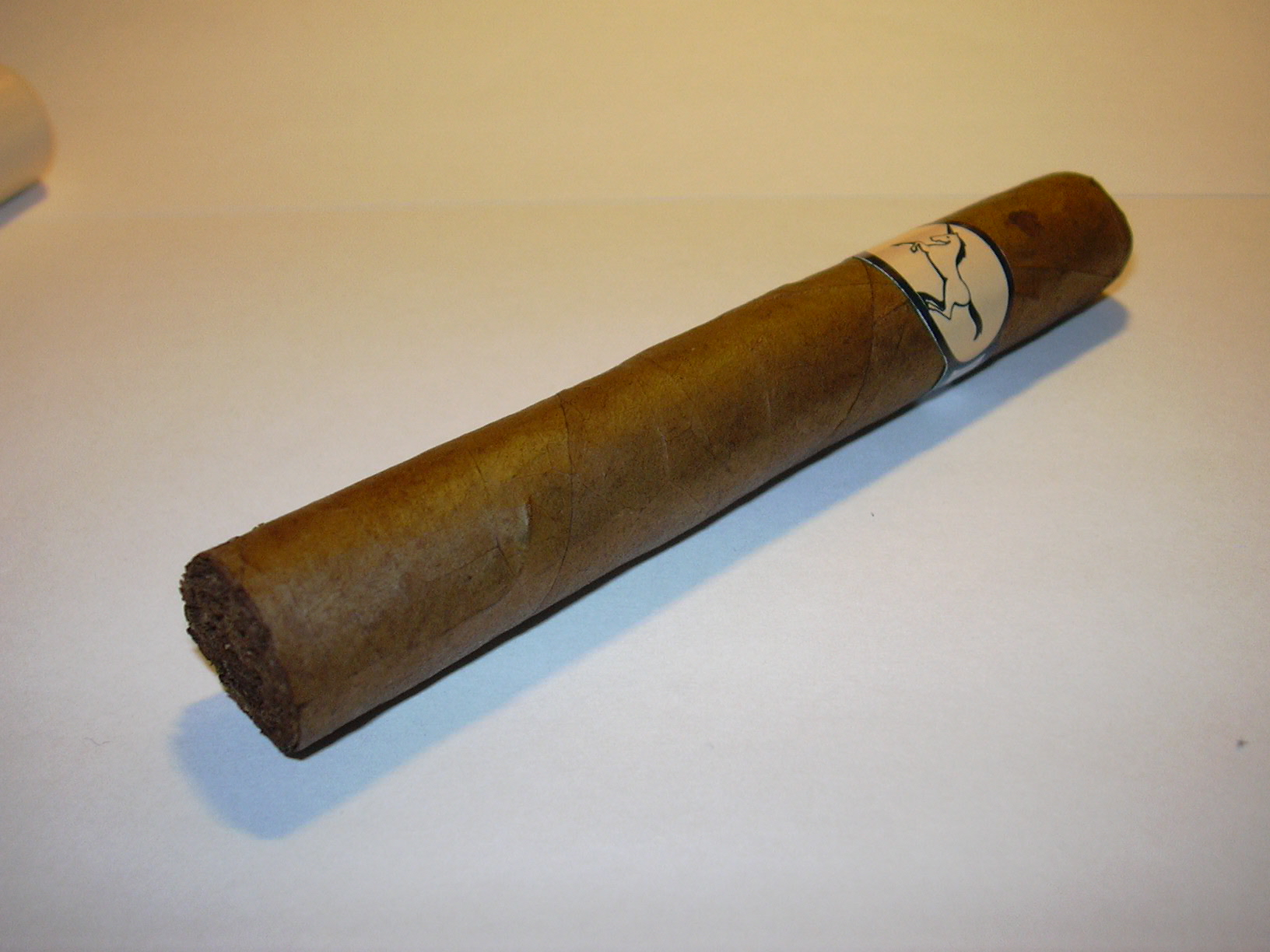
Om man får en driftsimpuls om att tänka på en penis, kan impulsen enligt Freud trängas bort och dess energi förskjutas och ladda en annan mindre förbjuden föreställning med en ytlig likhet, exempelvis tanken på en cigarr, som istället når medvetandet. Tanken på cigarren kan sedan i analysen härledas tillbaka till tanken på en penis.
Freud var för övrigt en hängiven cigarrökare.

Den ekonomiska synvinkeln hämtar sin metaforik från energi- och elektricitetslära. Drifterna har således energi, varmed de laddar föreställningar i de omedvetna och förmedvetna systemen och det är detta som gör att de stiger till medvetandet. De konkurrerar med varandra och den föreställning med starkast laddning når medvetandet. Med denna teori menar sig Freud kunna beskriva processerna perception, återkallande av minne, och dröm. Vid perception når ett sinnesintryck via sinnesorganen psykets preceptionssystem laddat med psykisk energi. På grund av energin stiger den föreställning sinnesintrycket givit upphov till, i konkurrens med andra föreställningar, mot medvetandet. Vid återkallande av ett minne laddas ett minnesspår i det omedvetna eller förmedvetna av psykisk energi och bildar en föreställning som i konkurrens med andra föreställningar stiger mot medvetandet. Vid dröm är medvetandet avstängt och de minnen som laddas med psykisk energi måste först backa ner i perceptionssystemet och där ta formen av bilder, innan de kan stiga upp och nå medvetandet (den andra bearbetningen).
Alla föreställningar är dock inte acceptabla för psyket. Mellan det omedvetna systemet och det förmedvetna, respektive mellan det förmedvetna och medvetandet, finns censurinstanser, som kan hindra kontroversiella föreställningar att nå medvetandet. Även bortträngningen verkar på likartat sätt och tränger undan oacceptabla föreställningar, som vill nå medvetandet. Enligt energikonserveringsprincipen kan dock den psykiska laddningen inte omintetgöras, utan den fortsätter att sträva efter att nå medvetandet på andra sätt. När den hindras från att göra det på sin mest direkta väg sker en förvrängning av föreställningen. Den ursprungliga laddningen förskjuts längs associationsbanorna till en närbesläktad föreställning. I det omedvetna systemet förskjuts den enligt primärprocessen längs ordlika associationsbanor, och i det förmedvetna systemet enligt sekundärprocessen längs mer realistiska associationsbanor. Sedan kan en annan på detta vis laddad föreställning nå medvetandet. Det kan också ske en förtätning, där flera ursprungliga föreställningar laddas över på en ny. Ytterligare mekanismer i drömmen är symbolisering och dramatisering. Även psykiska och psykosomatiska symptom menar Freud uppstår på detta sätt. Den psykoanalytiska praktiken syftar därför till att härleda dem till sitt ursprung genom att med utgångspunkt i infall, felsägningar och drömmar följa processerna baklänges. Eftersom det enligt Freud är de sexuella drifterna (i vid mening) som är de mest oacceptabla, och även de mest plastiska, är Freuds intresse riktat mot dessa.
Freud postulerar vidare att varje drift har sin särskilda energi. Sexualdrifternas energi kallar han libido, jagdrifternas för jagintresse. Även livsdrifternas energi i den andra driftsdualismen kallar han libido. (Dödsdrifternas har ibland kallats destruedo.) Freud talar också om fri och bunden energi. Den fria energin följer primärprocesserna och den bundna sekundärprocesserna. I den första driftsdualismen tillskriver Freud sexualdrifterna fri energi och jagdrifterna bunden, och i den andra tillskriver han livsdrifterna bunden energi och dödsdrifterna fri.

#### Topiska synvinkeln - Andra topiken (1923) / Strukturella synvinkeln

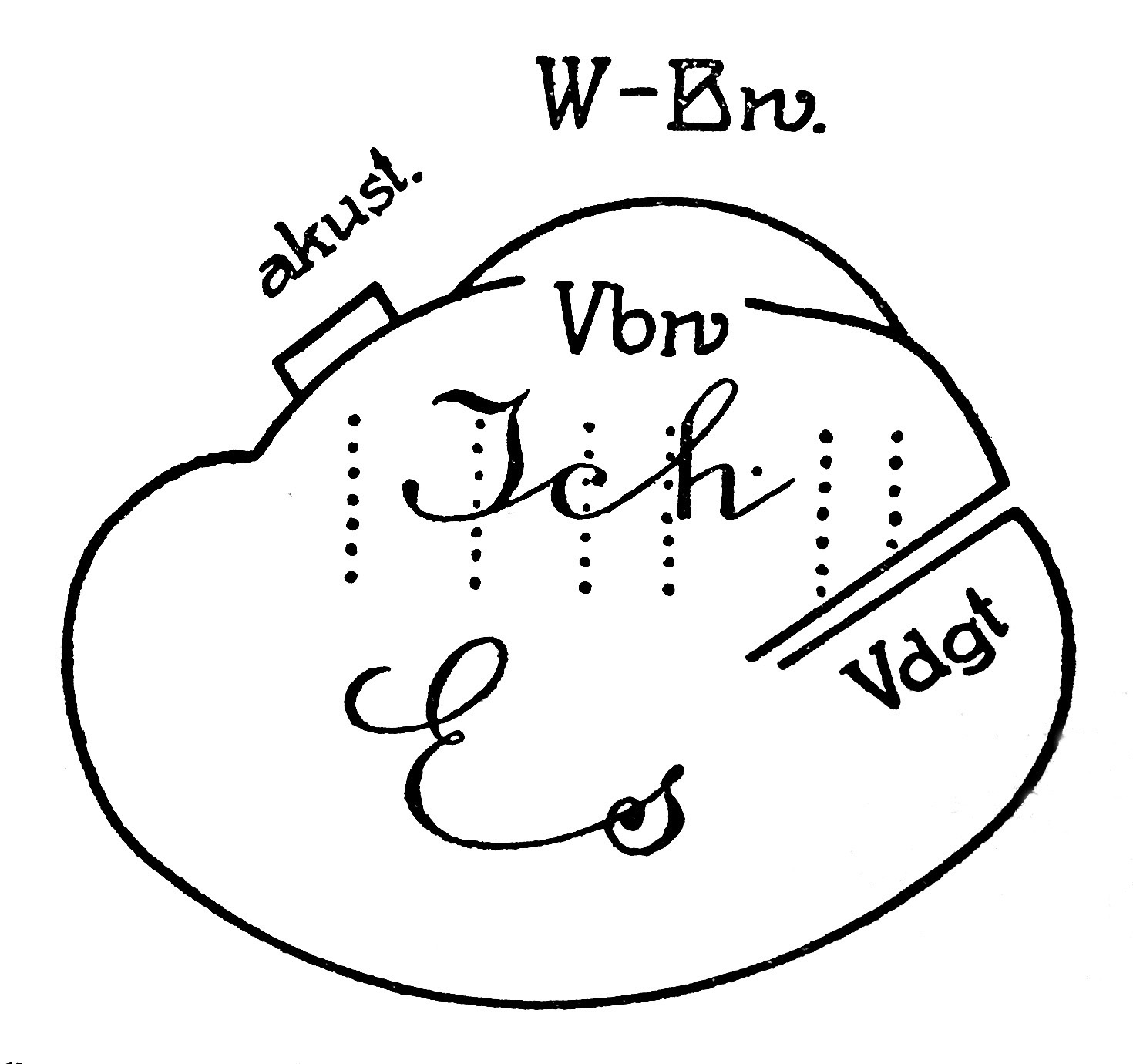
Freuds skiss över den andra topiken från 1923 i "Jaget och detet".
Ich = Jaget
Es = Detet
Vbn (Vorbewussten) = Förmedvetet
Vdgt (Verdrängt) = Bortträngt

1923 presenterar Freud en kompletterande rumslig modell med tre mer personifierade instanser - jaget, detet och överjaget. Jaget är instansen för själsförmögenheter såsom tänkande och vilja. Jaget har också tillgång till motoriken och kan alltså förverkliga önskningar i verkligheten. Överjaget är en instans för moralisk vägledning modellerad efter våra föräldrar. Överjaget innehåller såväl förbud som omsorg. Associerat till överjaget finns också jagidealet eller idealjaget, som innehåller positiva ideal. Detet är en mer opersonlig del från vilken drifterna härrör. I denna modell stiger driftsenergin från detet till jaget, för att genom jagets tillgång till muskulaturen nå tillfredsställelse. Överjaget kan dock ha invändningar mot detta och jaget hamnar därför ofta i ett påfrestande korstryck, en inre konflikt. I denna modell ingår även objekt, som är internaliserade föreställningar om andra människor.
(Freud talade även om den andra topiken som "strukturell". Inom jagpsykologin kom man därför att tala om den andra topiken som den "strukturella synvinkeln".)

#### Psykosexuell utveckling(1924)
Freud menar att olika partialdrifter dominerar under olika faser i livet, och härleder psykologisk innebörd ur dem. Under den orala fasen (cirka 0–2 år) är barnet orienterat mot att relatera till människor och den övriga världen genom munnen - under första subfasen genom att suga och smaka, psykologiskt tolkat som att okritiskt ta in; och under andra subfasen, den oralaggressiva, genom att bita och spotta ut, psykologiskt att visa egen vilja och säga nej. Personer som senare i livet har oral karaktär är kritiklösa och beroende.
Därefter kommer den anala fasen (cirka 2–4 år), då barnet finner nöje i att släppa ut och hålla tillbaka avföring - den första subfasen har fokus på att släppa ut och den andra på att hålla tillbaka. Den första subfasen tänks psykologiskt generera generositet och den andra kontroll och girighet. Personer med anal karaktär är kontrollerande och giriga.
Därpå följer den falliska fasen (cirka 4–6 år) då barnet upptäcker könsskillnaderna, är nyfiken på att beröra sitt eget könsorgan, visa upp det, och se andras. Fasen är psykologiskt kopplad till nyfikenhet.
Därefter vidtar latensfasen då driftstrycket är lägre och barnet kan fokusera på att utveckla olika färdigheter.
I samband med puberteten utvecklas den genitala sexualiteten, som innebär vuxen attraktion och parbildning.
Freud presenterade denna utvecklingsteori 1923. Karl Abraham kompletterade 1924 med subfaser enligt ovan, vilka accepterades av Freud.

#### Objektrelationernas utveckling

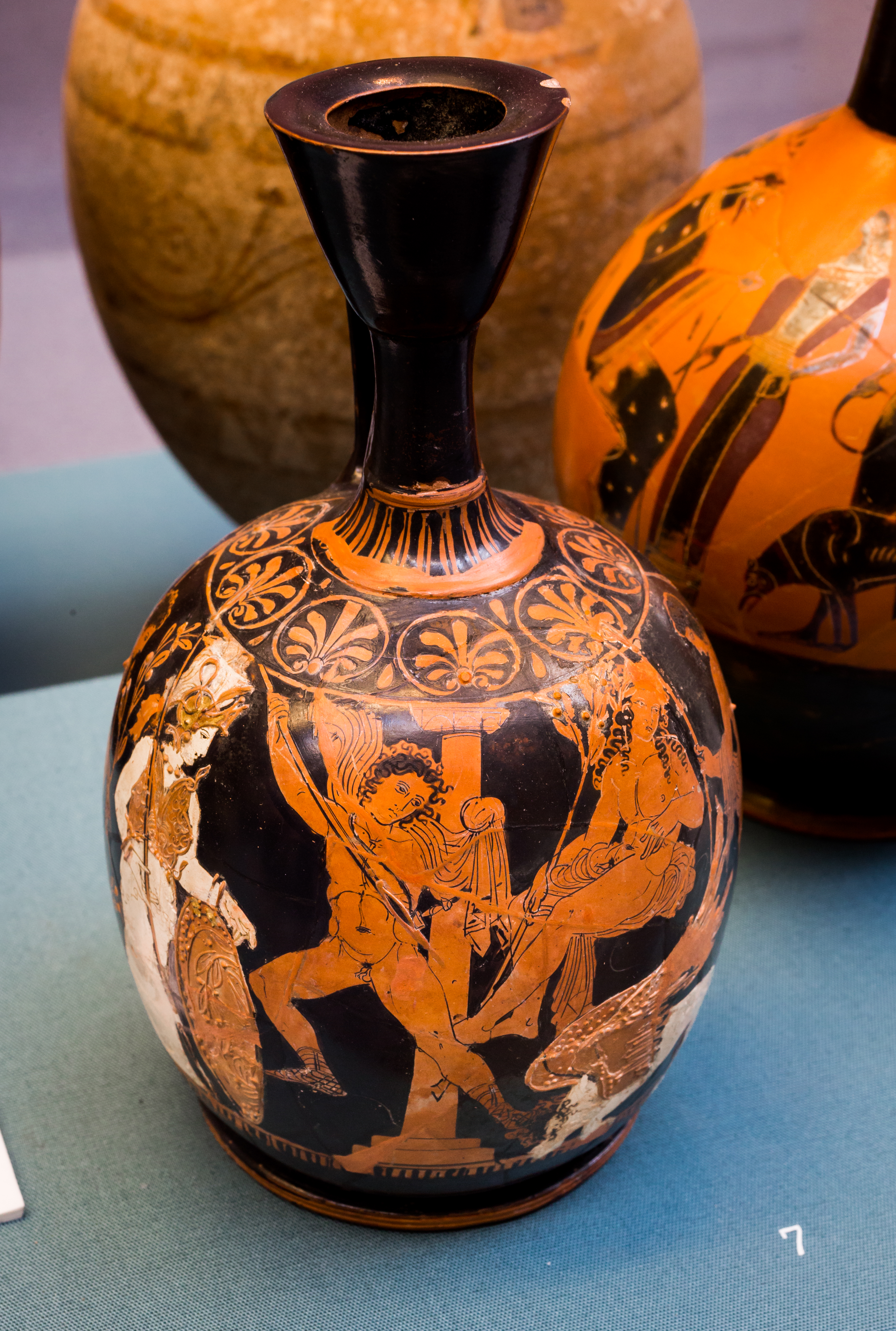
British Museum: En ung Oidipus avbildad på en lerkruka från slutet av 400-talet före Kristus.

Barnet tänks först ha ett autoerotiskt stadium, i vilket det upplever stimulans av modern. Barnet upptäcker snart att det kan stimulera sig själv genom tumsugning och onani, och barnet har inträtt i det narcissistiska stadiet. Libidon är då riktad mot det egna jaget. Barnet kan fantisera behovstillfredsställelse och upplever sig som omnipotent.
När önskehallucinationerna inte längre fungerar, vänder barnet libidon utåt och börjar relatera till yttre objekt (personer), främst sina föräldrar, som upplevs som omnipotenta. Barnet blir enligt Freud särskilt intresserad av föräldern av motsatt kön, som barnet vill se naken och själv visa upp sig för och onanera, och vill samtidigt göra sig av med föräldern av samma kön. Detta kallar Freud utifrån den antika berättelsen om Oidipus för Oidipuskomplexet. Ett komplex är en grupp driftsladdade föreställningar. Föräldern av samma kön sätter så småningom gränser mot detta beteende, varvid barnet känner sig hotat och tränger bort Oidipuskomplexet. Pojken drabbas enligt Freud av rädsla för att som straff bli kastrerad. Flickan drabbas av penisavund. I den genitala fasen börjar man sedan söka kärlek utanför familjen. Freud betraktade Oidipuskomplexet som kärnan i sin teori.
Freuds teori om Oidipuskomplexet (1897) avlöste en annan teori - förförelseteorin (1895–1897). Många av Freuds patienter hade berättat barndomsminnen om sexuella aktiviteter från vuxna, vi skulle idag kalla det övergrepp. Freuds första teori gick ut på att dessa händelser givit upphov till patienternas problem. 1897 började han dock betvivla att dessa händelser kunde vara så vanliga. Istället vände han nu på det, och tänkte att ursprunget till dessa berättelser - och till de psykiska problemen - istället var barnets egna sexuella önskningar och fantasier, som avvisats och sedan trängts bort.

#### Den psykiska apparatens utveckling
Vid födseln har barnet ett ursprungligt real-jag, som har förmåga att skilja yttre retningar från inre. Detta avlöses av ett kropps-jag som uppfattar kroppens gräns mot yttervärlden. I anslutning till den narcissistiska fasen bildar barnet det rensade lust-jaget, som består av allt som ger njutning, både i barnet och i yttervärlden. Barnet ser alltså även det positiva i yttervärlden som en del av barnet själv. Kvar blir den främmande resten, som är allt som skapar olust, i barnet själv och i yttervärlden. Barnet ser alltså detta som något som inte är en del av barnet själv. Lustjaget är en förelöpare till jagidealet. När Oidipuskomplexet trängs bort, kommer det till detet och blir omedvetet. Samtidigt bildas jagidealet och överjaget utifrån förälderns gränser.

#### Försvarsmekanismer
Freud beskriver psykiska mekanismer som skyddar individen från obehagliga känslor - orsakade främst av drifterna, men även av händelser i yttervärlden. Försvarsmekanismerna handhas metapsykologiskt av jaget. Den försvarsmekanism som Freud fäster störst vikt vid, ja som är en hörnsten i hans teori, är bortträngning. Den innebär att minnen hålls omedvetna genom att de trängs undan eller ner i det omedvetna systemet och dess metapsykologi beskrivs ovan. Aspekter av känslan kan finnas kvar, men förskjuten till andra föreställningar.
Andra försvarsmekanismer som Freud beskriver är: Isolering, som innebär att en känsla lösgörs från tillhörande föreställning och hålls omedveten. Personen kan tala om svåra ting, utan att verka berörd. Detta är lite grand en motsats till bortträngning. Reaktionsbildning innebär att man förstärker motsatsen till den impuls man försvarar sig mot. Den som har lust att smutsa ner sig, blir till exempel överdrivet renlig. Upphävande innebär att man efter en tanke eller handling som uppfattas som förbjuden, utför en motsatt handling eller tanke för att magiskt försöka omintetgöra den första tankens eller handlingens verkan. Rationalisering innebär att man omedvetet uppfinner falska efterhandsförklaringar till tankar eller handlingar som uppfattas som olämpliga. Förskjutning innebär metapsykologiskt att en energiladdning flyttas från en föreställning, som upplevs som förbjuden eller skrämmande, till en tryggare föreställning. Omvändning i motsats innebär att en driftsimpuls byts mot sin motsats, till exempel sadism (att plåga andra) mot masochism (att plåga sig själv). Vändning mot det egna jaget innebär att en utåtriktad driftsimpuls, såsom aggressivitet, istället kan vändas inåt mot en själv. Regression innebär tillbakagång till ett tidigare utvecklingsstadium. Projektion innebär att man felaktigt uppfattar egna egenskaper och uppfattningar som om de finns hos andra. Introjektion innebär på motsvarande sätt att man felaktigt uppfattar andras egenskaper som sina egna. Identifikation innebär att man införlivar någon annans egenskaper i sin egen självbild. Många av försvaren vänder sig mot driftsimpulser. Förnekelse vänder sig mot yttervärlden och innebär att man inte vill kännas vid smärtsamma omständigheter i denna. Freud talar också om sublimering, det vill säga att driften omvandlas till sublima och socialt acceptabla uttryck. Sublimering är dock ingen försvarsmekanism.

### Praktik - Psykoterapi

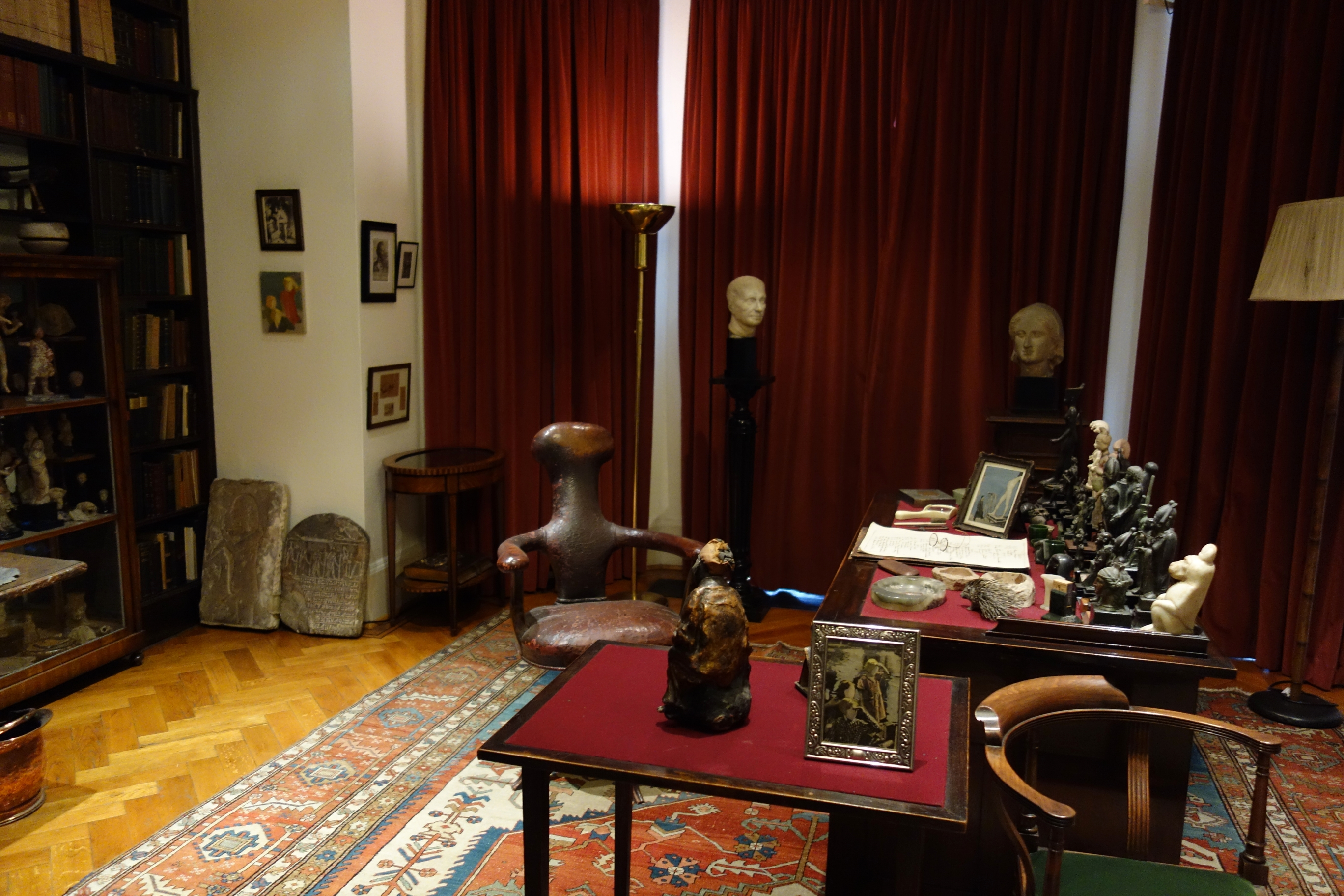
Freuds skrivbord

Freud tänker alltså att orsaken till psykiska och psykosomatiska problem är bortträngda sexuella önskningar, och andra typer av hämmade drifter. Genom att komma till insikt om dessa ursprungliga önskningar, kan knutar lösas upp och saker hamna på sin rätta plats. Den psykoanalytiska psykoterapin går därför ut på att utforska patientens omedvetna och, med hjälp av teorierna om hur föreställningar på grund av energiladdningarnas förskjutningar kan förvrängas, härleda dessa processer bakåt. I psykoanalysen analyseras på detta sätt själva symptomen, men också patientens tankar, felsägningar och drömmar. Ursprungligen använde Freud hypnos, men upplevde patienten som alltför passiv och utsatt i den situationen, och införde istället fria associationer som metod, vilket innebär att patienten uppmanas att berätta alla tankar som faller honom eller henne in, utan att undanhålla något. Patienten ligger på en divan medan psykoanalytikern sitter utom synhåll vid huvudändan. Syftet med detta arrangemang är att patienten känslomässigt skall förväxla analytikern med sina föräldrar och andra viktiga personer. Tanken är att föreställningar kopplade till Oidipuskomplexet då lättare skall aktualiseras hos patienten. Denna känslomässiga förväxling kallas överföring. Terapeutens motsvarande upplevelse av patienten kallas motöverföring. Freud träffade sina patienter en knapp timme i stort sett dagligen. Psykoanalytisk psykoterapi som sker bara en eller två gånger i veckan kallas psykodynamisk psykoterapi.

## Driftsteori
Inom driftsteorin fortsätter Freuds betoning av driftsläran att vara central. Till driftsteoretikerna räknas, enligt Samlan Akhtar, bland andra Melanie Klein, Margaret Mahler och Otto Kernberg.

### Melanie Klein

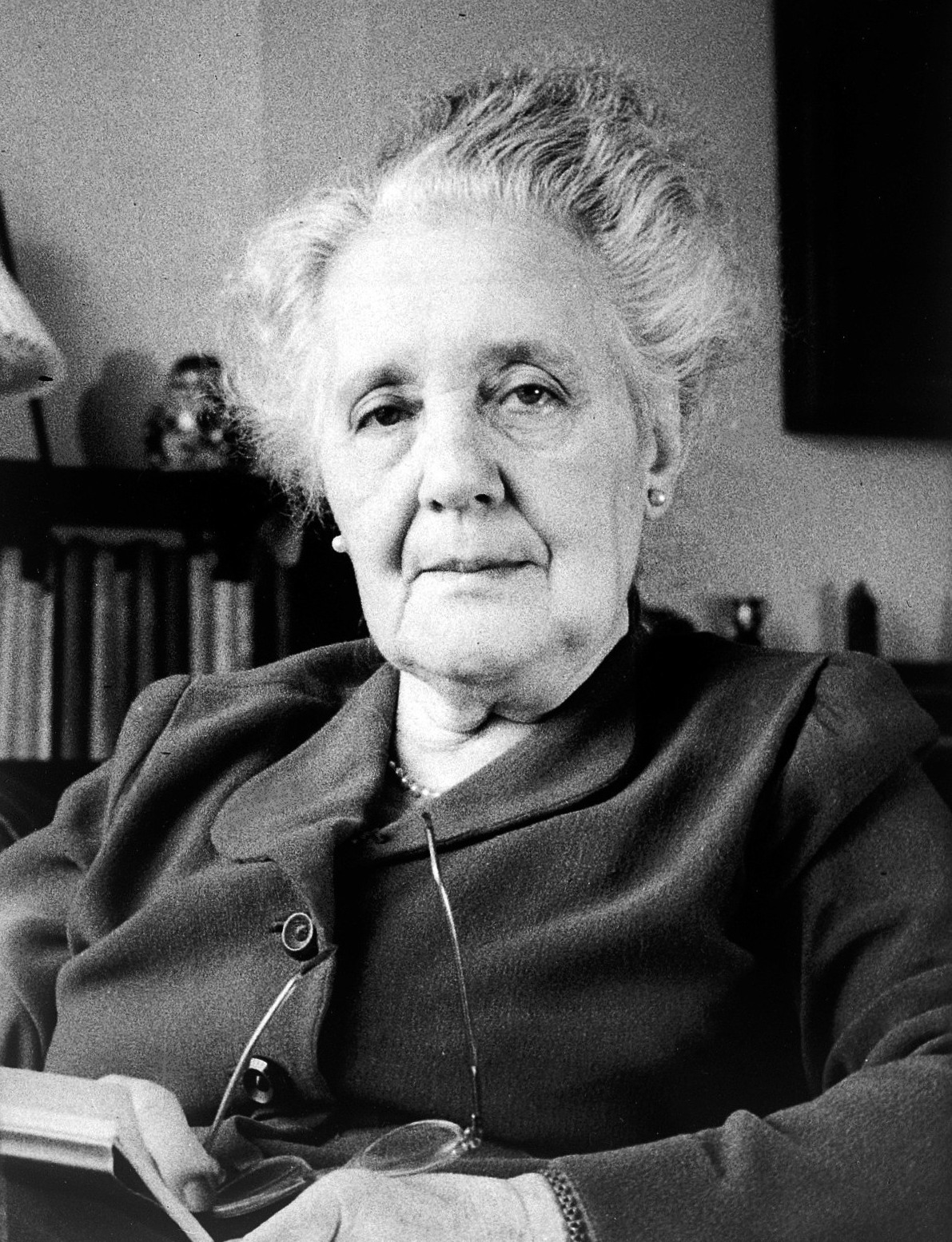
Melanie Klein

Melanie Klein (1882–1960) utvecklar sin teori och praktik i England. Hon behåller Freuds fokus på driftlivet och utvecklar den andra driftsdualismen mellan livs- och dödsdrifter. Dessa drifter upplevs som kärlek respektive hat. Hon skapar lekterapi med barn och utvecklar sin teori utifrån denna. Hon fäster sig särskilt vid att barnen ofta placerar saker i varandra, och hon formar utifrån detta en teori där de inre objekten (föreställningar om viktiga relationer) är centrala. Kleins metapsykologi är alltså framför allt topisk och uppfattar det egna och andras psyken som rum där objekt kan placeras eller påverkas.
Klein överger Freuds psykosexuella utveckling och utformar en egen utvecklingsteori. Enligt Klein genomlöper barnet två positioner. Den första kallas den paranoid-schizoida positionen (0–4 månader) (1946). Barnets jag och inre objekt är ursprungligen osammanhängande och behöver integreras till en helhet - först jaget och sedan objekten. Mammans bröst upplevs exempelvis tydligt, medan det tar ett tag för barnet att uppfatta mamman som en helhet. Barnets inre värld befolkas därför enligt Klein av delobjekt såsom bröst och penisar. Ett bröst upplevs som gott, när barnet får mat, och som ont och förföljande när barnet inte får mat. Jaget kan integreras kring ett gott introjicerat objekt. Denna utveckling påverkas dels av moderns omvårdnadskvalitet, men framför allt av barnets balans mellan livs- och dödsdrifter, vilka färgar objekten. Barnets egen dödsdrift är central och upplevs som mycket skrämmande. I den paranoid-schizoida positionen dominerar förföljelse- eller förintelseångest. De försvarsmekanismer barnet använder är framför allt binär klyvning, projektion och introjektion. Binär klyvning innebär att goda och dåliga aspekter av jaget och objekten renodlas och idealiseras respektive nedvärderas. Onda aspekter kan projiceras, det vill säga avlägsnas ur barnet. Nackdelen med det är att barnet försvagas och att omvärlden blir mer hotfull. Men även goda aspekter kan projiceras, för att göra objektet godare. Nackdelen med detta är att barnets inre blir mer dominerat av det onda. På motsvarande sätt kan både goda och onda objekt introjiceras, för att göra den inre världen mer god, eller för att kontrollera de onda objekten. Agerandet är aggressivt och omnipotent. Fragmenterande klyvning innebär att jaget eller objekten splittras i smådelar och detta leder till en mer patologisk utveckling. Kleins mest kända försvarsmekanism är projektiv identifikation, som innebär att något av jaget projiceras in i objektet, för att sedan kunna kontrollera objektet inifrån. Detta upplevs av den som utsätts för det som att den andra personens känslor flyttar in i en själv. Motsvarigheten introjektiv identifikation innebär att man introjicerar ett gott (del)objekt såsom det goda bröstet, och sedan identifierar sig med det, och det blir så en källa till trygghet. Om livsdriften i denna process överväger gentemot dödsdriften, och om mammans omvårdnad överväger gentemot försummelse, kan barnet till slut stå ut med mammans dåliga sidor och integrera henne till en helhet. Bilden av henne kan sedan bli alltmer realistisk. Detta innebär övergången till nästa position.
Den andra och sista positionen kallar Klein den depressiva positionen (4 månader – 5 år) (1935). När barnet blir medveten om att gott och ont båda är delar av samma mamma, inser barnet att den aggressivitet barnet riktat mot de onda delobjekten, också drabbat mamman som helobjekt. Detta gör att barnet känner skuld för att ha skadat mamman. Detta leder till depressiv ångest. Försvaret för detta är reparation, det vill säga barnet försöker göra så både delobjekten och mamman inte längre är skadade. Reparationsstrategin utvecklas sedan till verklig kärlek. Förståelsen av att mamman är en egen individ med egna känslor och vilja, upplevs som en förlust och framkallar sorg. Barnet blir också mer medvetet om pappan och föräldrarnas relation och känner avund och sorg. Så småningom genomarbetar barnet dessa upplevelser, integrerar föräldraobjekten i mer realistisk form och börjar kunna känna kärlek och tacksamhet, och kan så lämna den depressiva positionen.
I den depressiva positionen kan barnet använda tre olika typer av försvarskonstellationer: Barnet kan för det första återvända till de omogna paranoida försvaren i den paranoid-schizoida positionen. För det andra kan barnet använda maniska försvar såsom omnipotens, förakt, manisk reparation och triumf. För det tredje kan barnet använda de mer mogna tvångsmässiga försvaren upphävande av det skedda, reaktionsbildning, eller tvångsmässigt samlande, tvångsmässigt lärande eller tvångsmässigt kontrollerande.
Klein introducerade lekterapin, i vilken hon ser barnets fria lek som en motsvarighet till Freuds fria associationer. Leken tolkas i ord för barnet och det tänks kunna hjälpa barnet att arbeta sig igenom positionerna.

### Wilfred Bion
Wilfred Bion(en) (1897–1979) var engelsk medicinare och lärjunge till Klein. Han bedrev psykoterapi med psykotiker och försökte förstå deras tänkande.

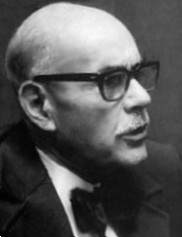
Wilfred Bion

Bion tänker sig att det finns olika grader av mentala representationer vilka han ställer upp i följande ordning: betaelement, alfaelement, drömmar, pre-konceptioner, konceptioner, koncept, vetenskapligt deduktiva system, samt algebraiska beräkningar. Alfaelement är tankarnas minsta delar och de går att använda till tänkande. Betaelement är upplevelsen av sinnesintryck. De upplevs direkt, som tinget i sig. De kan inte användas till tankar, dröm eller minne.
För att kunna tänka kring sina upplevelser, behöver betaelementen omvandlas till alfaelement. Detta sker genom en bearbetning som kallas alfafunktion. Detta är en förmåga som det lilla barnet inte har, utan barnet behöver hjälp med det av sin mamma.
Bion övertar från Klein ett fokus på att innehålla och att innehållas. Bion vidgar tillämpningen. Han kan till exempel tala om att en uppfinnare kan innehålla en uppfinning, eller att ett samhälle kan innehålla en individ. Mamman hjälper sitt barn att bearbeta sina upplevelser, särskilt negativa känslor, just genom att innehålla dem, hennes psyke och tankeapparat blir en behållare för barnets betaelement. Genom sin alfafunktion omvandlar hon på ett ställföreträdande vis barnets betaelement till alfaelement, det vill säga hon känner, tänker och förstår. Hon återlämnar dem sedan till barnet som alfaelement. Barnet kan då introjicera dessa och själv börja tänka kring sina intryck. Detta gör mamman genom en särskild sorts intuitiv öppenhet för barnets känslomässiga tillstånd, en öppenhet som Bion kallar drömmeri. Den funktion som används är projektiv identifikation, varigenom barnet placerar betaelementen i modern. För Bion är projektiv identifikation alltså inte bara en försvarsmekanism, utan en nödvändig del av normalutvecklingen. Barnet kan så själv utveckla en alfafunktion, det vill säga förmåga att tänka kring sina intryck.
Det är dock inte alltid modern klarar av att låta sitt psyke vara en sådan behållare för barnets känsloliv, det vill säga betaelement. Hon kanske själv har en outvecklad alfafunktion, eller så älskar hon inte barnet eller dess far. Istället för att ta emot barnets betaelement, kan hon då returnera dem genom projektiv identifikation eller utagerande. Barnet upplever då namnlös skräck. Betaelementen blir kvar hos barnet och barnet utvecklar inte någon alfafunktion. För att försöka göra sig av med betaelementen, kan den projektiva identifikationen då utvecklas i mer patologisk och tvingande riktning. Betaelementen kan komma att upplevas som vilda tankar eller tankar utan tänkare - psykotiska erfarenheter. Dessutom introjicerar barnet mamman som ett avsiktligt missförstående objekt.
Bion uttrycker sig också i form av att länka samman saker. Han talar om kärlek, hat och kunskap som sådana länkar. Moderns drömmeri hjälper barnet att länka samman på ett positivt sätt. Den psykotiska upplevelsen bottnar istället i en attack mot sammanlänkning. Verkligheten uppfattas då som osammanhängande och meningslös.
Bion uppfattade som sagt algebran som den högsta formen av tänkande. Han försöker därför uttrycka sina teorier också i algebraisk form. Behållare betecknar han med den kvinnliga symbolen ♀ och innehåll med den manliga ♂. Kärlek betecknas med L (love), hat med H och kunskap med K. Dessa förekommer även i negativ form som -L, -H och -K. O står för den yttersta verkligheten (ultimate reality), själva ursprunget (origin).

### Margaret Mahler

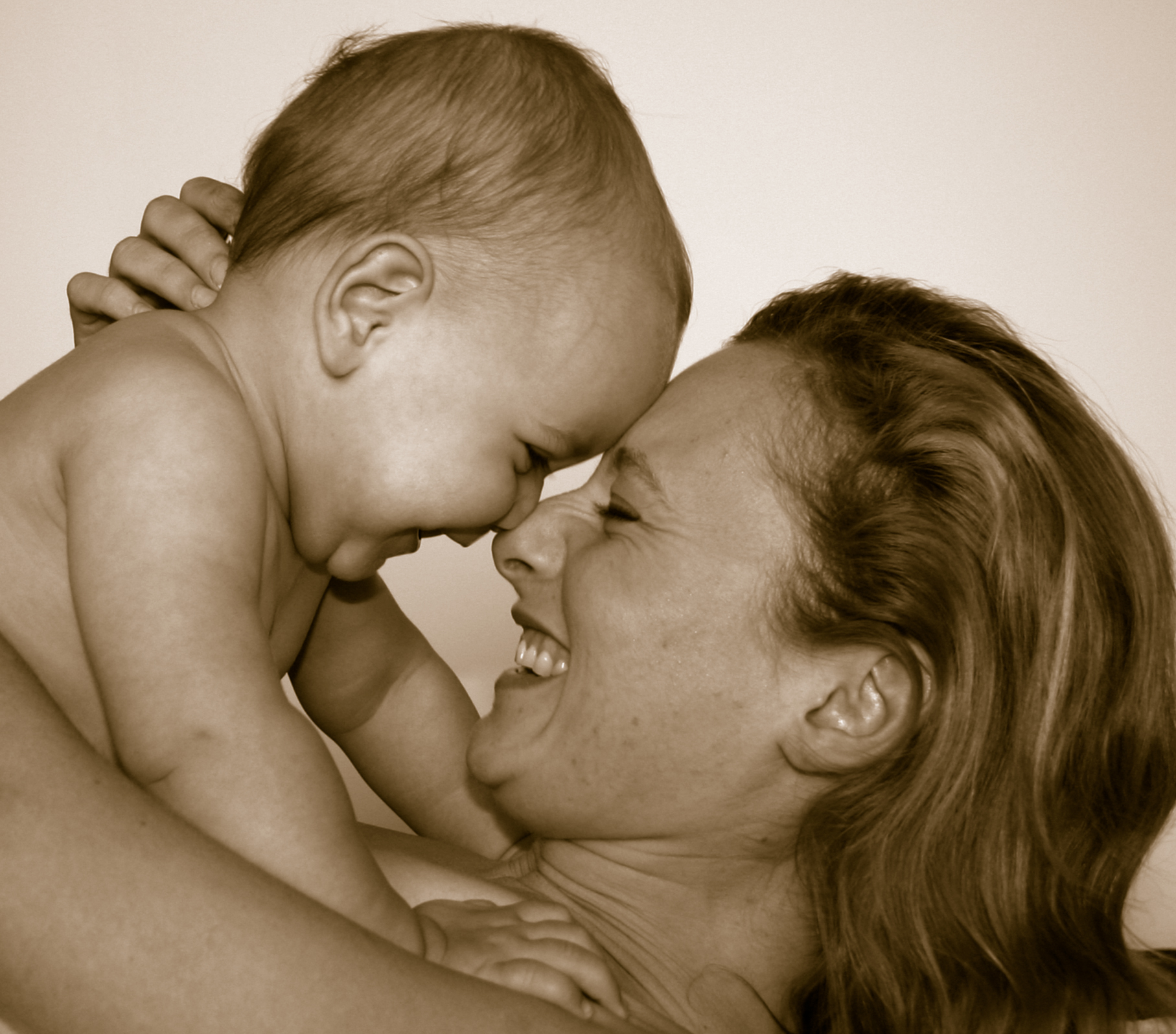
Barnet utvecklas i samspel med sin mamma.

Margaret Mahler (1897–1985) studerade mor-barn-par i ett hemlikt laboratorium och utvecklade utifrån dem en teori om barnets psykiska födelse. Studierna avsåg framför allt separations-individuationsfasen, medan de tidigare faserna i högre grad baseras på tidigare psykoanalytiska författare. Mahler formulerar följande utvecklingsfaser:
1) Normal autism (första månaden): Barnet är i denna fas passivt - vaknar för att äta och sover mycket. Barnet liknas vid ett ägg, inneslutet i sig självt, omedvetet om världen, omgivet av ett psykiskt skal. Barnet tänks uppfatta världen på ett omnipotent, hallucinatoriskt önskeuppfyllande sätt - allt det behöver finns inne i ägget. Om den vidare utvecklingen misslyckas, blir barnet kvar i (fixering, regrediering) en inåtvänd autistisk psykos.

2) Normal symbios (1 till 4–5 månader): Ett ospecifikt leende (riktat mot alla) visar att barnet trätt ut ur den autistiska fasen och börjat intressera sig för omvärlden. Under fasen utvecklas sedan ett specifikt leende, som visar att barnet föredrar modern. Barnet börjar i denna fas bli intresserat av modern och hennes ansikte, men är fortfarande också mycket passivt och insjunket i sig självt.  Barnet lever fortfarande i ett omnipotent, hallucinatoriskt önskeuppfyllande tillstånd och uppfattar sig ha makt över mor-barn-enheten. Barnet uppfattar sig självt som ett med modern. Mor-barn-enheten är däremot skild från resten av världen av ett skal. Det inre uppfattas som lustbetonat, det yttre som olustbetonat (motsvarar Freuds lustjag och främmande rest). I symbiosen börjar barnet uppfatta sin kropp och utveckla ett kroppsjag, det börjar också uppfatta en identitet och utveckla ett själv. Om den vidare utvecklingen misslyckas, blir barnet kvar i en symbiotisk psykos, där barnet använder mamman som en del av sig självt. 

3) Separation-individuation (4–5 månader till 4 år): Separations-individuationsfasen inleds med att det autistisk-symbiotiska ägget kläcks. Det sker när barnet blir mer alert och målorienterat, kontinuerligt aktivt utan självinsjunkna perioder. Fasen indelas i följande delfaser:
3A) Differentiering (4–5 till 10–12 månader): Barnet utforskar sin egen och moderns kropp, börjar skilja ut sig från modern, uppfatta andra personer som separata (objektrelationer) och börjar vid 8 månader känna oro för främlingar. När modern är frånvarande blir barnet ofta dystert. Barnet visar intresse för titt ut-lekar och liknande för att bearbeta frånvaro och återkomst. Övergångsobjekt skapas (se nedan). Modern behöver vara tillgänglig för barnet, kunna ta emot och rymma barnets känslor, själv kunna skilja mellan barnets behov och egna, samt låta barnet vara ifred när barnet signalerar detta. Om mamman är opålitlig riskerar barnet att behöva fungera som moder åt sig självt och utveckla ett falskt själv. Om barnet tvingas ut ur symbiosen för snabbt, riskerar det att utveckla en social rädsla.
3B) Övning (10–12 till 16–18 månader): Barnet börjar utforska världen, har en "kärleksaffär" med världen, och återvänder till hemmabasen modern för att fylla på sitt behov av trygghet. Barnet börjar känna viss oro för att dess frigörelseprocess kan innebära en förlust av modern.
3C) Åternärmande (16–18 till 22–24 månader): 
3Ca) Begynnande åternärmande: Upplevelsen av sig själv och mamman som separata individer blir allt tydligare. Ett tecken på detta är att barnet ofta hämtar saker och ger till mamman för att visa på sina intressen. Barnet erfar då också att mamman inte alltid är intresserad av samma saker. Fadern har inte varit en del av symbiosen, men inte heller helt utanför. Nu börjar barnet kunna skilja ut honom som en separat person, och kan även inleda relationer med andra personer.
3Cb) Åternärmandekrisen (18–20 till 24 månader): Medvetenheten om att vara en egen individ gör barnet medvetet om sina egna begränsningar och behovet av mamman och hennes kärlek. Oron för att förlora modern, hennes kärlek och uppskattning, tilltar och barnet håller sig därför närmare henne. Barnet börjar få en rädsla för främlingar och kan vara svårtröstad av andra än modern. Krisen kan av många föräldrar uppfattas så att ett tidigare kompetent och frimodigt barn går tillbaka i utvecklingen. Modern behöver bejaka barnets ambivalens mellan att dels söka sig ut i världen, dels reagera aggressivt och dels söka modern. Om barnet överbeskyddas riskerar han eller hon att känna för stor rädsla för världen och bli alltför bunden till modern.
3Cc) Den individuella lösningen på krisen: Barnet försöker finna det optimala avståndet till modern. Barnet börjar kunna uttrycka sig i tal och lek, vilket ger nya möjligheter till både kommunikation och bemästrande. Skillnader mellan olika barn blir större. Pojkar söker sig mer utåt, medan flickor vill vara närmare modern. Om den vidare utvecklingen misslyckas blir personen kvar i separations-individuations-fasen och fortsätter brottas med närhet och frigörelse (borderline).
3D) Konsolidering (22–24 månader och framåt): Psykosexuell / libidinös objektkonstans etableras, det vill säga en inre bild av modern som är oberoende av hennes närvaro. Detta förutsätter att onda och goda objekt (bilder av henne) kunnat förenas och att den goda bilden överväger. Kognitiv objektpermanens, det vill säga förmågan att uppfatta livlösa objekt som kontinuerligt existerande, har uppnåtts vid 18–20 månader enligt kognitionspsykologen Jean Piaget. På motsvarande sätt utvecklas självkonstans om en positiv självvärdering överväger.

### Erik H. Erikson
Erik Homburger Erikson (1902–1994) vidareutvecklar den psykosexuella utvecklingsteorin och tillför fler biologiska aspekter. Han är dock mest känd för de psykologiska och samhälleliga utvidgningarna. Han tillför också fler stadier, totalt åtta, så att teorin omfattar hela livet. Han menar att människan i varje stadium genomlever en psykosocial kris, där det står mellan två motsatta tendenser. Om krisen löses på ett positivt sätt etableras för varje fas en grundläggande styrka, om inte skapas istället en kärnpatologi. Stadierna framgår av följande tabell.
| Ålder     | Psykosexuellt stadium                    | Relationsområde            | Psykosocial kris  | Psykosocial kris             | Grundstyrka     | Kärnpatologi           |
|           |                                          |                            | Positivt          | Negativt                     |                 |                        |
| spädbarn  | oral-respiratorisk-sensorisk-kinestetisk | modersfigur                | tillit            | misstro                      | hopp, förväntan | tillbakadragenhet      |
| koltbarn  | anal-uretral-muskulär                    | föräldrafigurer            | självständighet   | skam, tvivel                 | vilja           | tvångspräglat beteende |
| lekålder  | infantil-genital, lokomotorisk           | kärnfamilj                 | initiativ         | skuld                        | målmedvetenhet  | hämning                |
| skolålder | latens                                   | grannskap, skola           | arbetsamhet       | mindervärdeskänslor          | kompetens       | tröghet                |
| ungdom    | pubertet                                 | ungdomsgrupper, förebilder | identitet         | identitetsförvirring         | trohet          | avvisande              |
| ung vuxen | genital                                  | partner i sex och arbete   | intimitet, kärlek | isolering                    | kärlek, arbete  | uteslutning            |
| vuxen     | (prokreativ)                             | hushåll, arbetsgemenskap   | generativitet     | stagnation, självupptagenhet | omsorg          | förkastelse            |
| ålderdom  | (generalisering)                         | släkten, mänskligheten     | integritet        | förtvivlan, avsky            | visdom          | förakt                 |

### Otto Kernberg

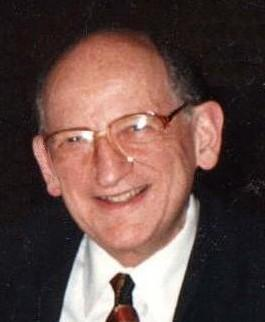
Otto Kernberg

Det främsta bidraget från Otto Kernberg(en), född 1928, är hans indelning i tre olika personlighetsorganisationer: neurotisk, borderline och psykotisk. Utvecklingsmässigt tänker sig Kernberg, inspirerad främst av Klein, Mahler och Edith Jacobson (1897–1978), att barnet först delar upp verkligheten mellan gott och ont, innan det lär sig skilja mellan sig självt och andra. Det kan uppleva sig självt som ett med mamman, men skilja mellan positiv och negativ interaktion med henne. Så småningom lär sig barnet att skilja ut sig självt från sin omgivning, vanligtvis vid 1 1/2 – 3 års ålder). Därefter kan barnet också känslomässigt förena gott och ont i samma person och uppfatta nyanser (ytterligare ett par tre år framåt). Särhållandet av gott och ont bottnar ursprungligen i en oförmåga att förena dem. Detta kan senare utvecklas till försvarsmekanismen binär klyvning, med primitiv idealisering å ena sidan och primitiv nedvärdering å den andra.
Den som fortsatt har problem med att skilja mellan sig själv och andra har en psykotisk personlighetsorganisation. Den som har etablerat en åtskillnad mellan sig själv och andra, men fortfarande gör bruk av binär klyvning, med en stark uppdelning av verkligheten i gott och ont, särskilt i relationsmässiga och emotionella situationer, den har en borderline personlighetsorganisation. Denna svårighet att förena gott och ont uppkommer om aggressionsdriften överväger gentemot libidon, vilket kan ha antingen konstitutionella orsaker eller bero på att negativa erfarenheter har övervägt gentemot positiva. (Borderline personlighetsorganisation är inte detsamma som borderline personlighetsstörning.) Den som lyckas förena gott och ont i samma person och förmår se nyanser har en neurotisk personlighetsorganisation.

## Jagpsykologi
Framträdande personer inom jagpsykologin är Anna Freud och Heinz Hartmann (1894–1970). Jagpsykologin har haft stor betydelse framför allt i Nordamerika.
I jagpsykologin hamnar driftsläran och de inre konflikterna i bakgrunden. Man fokuserar i stället på jagets förmågor, såsom kontroll över motoriken och försvarsmekanismer. I centrum står förmågan till anpassning, vilket blir liktydigt med psykisk hälsa. Hartmann menade metapsykologiskt att det utöver drifternas energier också finns neutral energi, som jaget kan använda.

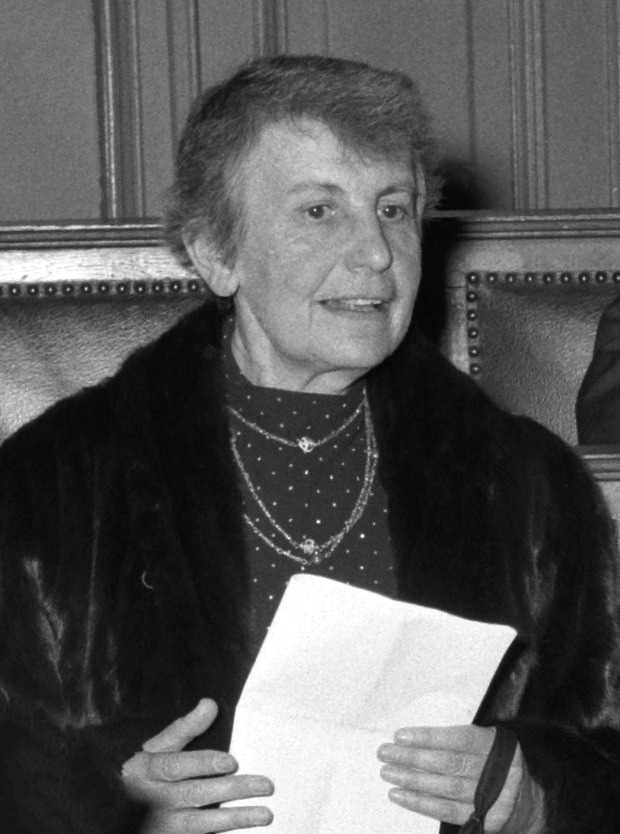
Anna Freud 1956.

Anna Freud var verksam i London. Hon utvecklade former för samtalsterapi med barn och sammanfattade också den psykoanalytiska teorin om försvarsmekanismer. Dels beskrev hon tre förstadier till försvar och dessa kallade hon förnekelse i fantasin, förnekelse i ord och handling och jaginskränkning (att man blir återhållsam och försiktig). Hon utvidgade dessutom teorin med nya försvarsmekanismer, vilka hon benämnde identifikation med angriparen eller omkastning av passivitet till aktivitet (att man tar över angriparens aggressivitet och styrka och själv går till attack), en form av altruism eller deltagande identifikation (att man kan hjälpa någon annan att förverkliga drömmar om kärlek och familj i stället för sina egna), pubertetsintellektualisering (att drifterna omvandlas till och får sitt utlopp i tänkande) och pubertetsaskes.
Anna Freud omnämnde den andra topiken som "strukturell". I hennes efterföljd kallade Heinz Hartmann därför denna för den "strukturella synvinkeln". Merton M. Gill utarbetade därefter den strukturella synvinkeln till en mindre konfliktfylld struktur, där det styrande jaget är överordnat och mer primärprocesstyrda strukturer underordnade.) Även andra synvinklar har föreslagits, såsom den genetiska (David Rapaport (1911–1960) och den adaptiva.

## Objektrelationsteori
Objektrelationsteorin utvecklades i Storbritannien. Begreppet myntades av Ronald Fairbairn. Även här hamnar drifterna i bakgrunden. Fokus läggs i stället på nära relationer, främst mellan barn och föräldrar, och de inre föreställningarna om dessa - de inre objekten.
De främsta företrädarna för objektrelationsskolan är enligt Salman Akhtar: Michael Balint, Donald Winnicott, Harry Guntrip, Masud Khan, John Sutherland, Christopher Bollas och Patrick Casement.

### Donald Winnicott

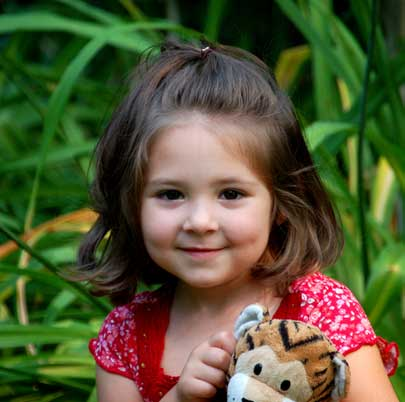
Flicka med övergångsobjekt

Donald Winnicott (1896–1971) verkade i England som barnläkare och barnanalytiker. Han lade stor vikt vid samspelet mellan mor och barn. En bra mamma bör vara lyhörd och responsiv och följa barnets initiativ. Det är viktigt att hon är i samklang med sitt barn och tar emot barnets "spontana gest" eller genuina impulser. Om mamman inte är lyhörd uppfattar barnet detta som ett intrång. Mamman fungerar som en spegel genom att bekräfta och visa barnet vem han eller hon är. Om mamman inte klarar detta riskerar barnet att utveckla ett "falskt själv", det vill säga förställa sig och spela ett spel i förhållande till omgivningen, inte våga vara sig självt utan rentav tappa bort vem han eller hon är. Mamman behöver dock inte vara perfekt, det räcker att vara tillräckligt bra eller normalt hängiven.
Winnicott tänker sig att barnet ursprungligen befinner sig i ett tillstånd av primär narcissism och har ett ointegrerat jag. Barnet är beroende av att mammans jag täcker upp för barnets, då kan barnets jag integreras till en helhet. Barnet uppfattar ursprungligen sig självt som omnipotent. Om mamman är tillräckligt lyhörd och responsiv kan barnet behålla denna upplevelse. För att klara detta inträder hon vid förlossningen i en primär moderlig upptagenhet. Snart behöver barnet dock bli mer realitetsanpassat och detta sker genom att barnet i sin föreställningsvärld riktar sin aggression mot den inre bilden av mamman och förstör denna bild. När barnet sedan upptäcker att mamman är kvar, förstår det att det finns en av barnet oberoende verklighet. Det är viktigt att mamman på detta sätt tillåter barnet att skilja ut sig och bli en egen individ.
För att klara denna övergång skapar barnet mellan sig själv och mamman ett mellanområde eller "potentiellt rum". Det är ett område som ligger på gränsen mellan barn och mor, mellan fantasi och verklighet; både och / varken eller. Det är platsen för lek och kreativitet. Genom att leka inför mamma, lär sig barnet både att relatera och att vara ensam. Ibland kan ett föremål få samma innebörd, exempelvis en nalle, och kallas då ett övergångsobjekt. Ett sådant kan bara skapas av barnet självt.
Winnicott accepterar sexualdriften. Denna betraktar han som relationsbildande. Han förnekar däremot dödsdriften och betraktar aggression som något reaktivt. Först när denna frikopplas från ett relaterande blir den destruktiv.
Winnicott bedrev psykoterapi med barn. En metod han använde var att rita en krumelur på ett papper. Barnet och terapeuten turades sedan om att rita vidare och denna lek blev utgångspunkt för ett samtal. Krumelurleken fungerar både diagnostiskt och terapeutiskt och motsvarar Freuds fria associationer.

### W. R. D. Fairbairn
Ronald Fairbairn (1889–1964) var verksam som läkare och psykoanalytiker i Skottland. Fairbairn ser människan som primärt relationssökande och inte primärt lustsökande som Freud antog. Det finns därför inget Det i Fairbairns modell, och libido är en jagfunktion. Han förnekar dödsdriften och ser aggression som en reaktion på frustration och försummelse. För Fairbairn handlar det inre livet framför allt om kärlek. Psykopatologi uppkommer vid obesvarad eller frustrerad kärlek. Fairbairn betonar betydelsen av de verkliga relationerna. Grundläggande är barns absoluta beroende av sina föräldrar. Om mamman är avvisande kan spädbarnet inte välja andra relationer utan måste hantera den psykiska smärtan av att bli avvisad genom inre psykiska manipulationer av objekt och jag. Det avvisade barnet tvingas älska ut i tomma intet. Avvisas barnets kärlek kan barnet uppfatta sin kärlek som dålig och utveckla en schizoid problematik. Alternativt kan barnet uppfatta sitt hat som dåligt och utveckla en depressiv problematik. I Fairbairns teori är de inre objekten helt centrala. Jaget kan rikta libido, det vill säga kärlek och längtan, mot ett inre objekt. Jaget kan också tränga bort ett objekt, vilket enligt Fairbairn innebär att rikta hat mot det. I Fairbairns modell är det alltså objekt som trängs bort, inte driftsimpulser.
| Fairbairns endopsykiska situation |                                                             |               |                                                     |
|                                   | Antilibidinösa                                              |               | Libidinösa                                          |
| Jag                               | Det antilibidinösa jaget (ursprungligen Den inre sabotören) | Centraljaget  | Det libidinösa jaget                                |
| Objekt                            | Det avvisande objektet eller Det antilibidinösa objektet    | Idealobjektet | Det lockande objektet eller Det libidinösa objektet |

Ronald Fairbairn är mest känd för den endopsykiska situationen. Det är en topisk metapsykologisk modell bestående av delar av jag och objekt, vilken ersätter Freuds andra topik / strukturella synvinkel. I sin slutliga form (1944/1951/1963) består modellen av tre jag och tre objekt. Mamman internaliseras som ett inre objekt. Om mamman upplevs som frustrerande klyvs detta objekt i tre delar: Det avvisande eller antilibidinösa objektet, det lockande eller libidinösa objektet samt idealobjektet (detta objekt saknades i den ursprungliga modellen). Det avvisande objektet är utvecklat ur upplevelsen av mammans avvisande sidor. Det lockande objektet är format av barnets längtan efter sin mamma, men objektet är samtidigt ont eftersom det inte fyller barnets behov av kärlek. Idealobjektet är ett gott objekt. De avklyvda antilibidinösa och libidinösa objekten trängs bort av jaget och blir omedvetna. Eftersom jaget har en libidinös bindning till det internaliserade objektet, klyvs även jaget på motsvarande sätt i tre korresponderande delar: Det antilibidinösa jaget (ursprungligen kallat den inre sabotören), som förblir libidinöst bundet till det avvisande/antilibidinösa objektet, det libidinösa jaget som förblir libidinöst bundet till det libidinösa objektet, samt centraljaget som förblir libidinöst bundet till idealobjektet. De libidinösa bindningarna finns där, för att barnet upplever det som nödvändigt att bli älskat av sin mor. Tanken att överge den förhoppningen skapar separationsångest. De avklyvda delarna trängs bort och blir omedvetna. Det antilibidinösa jaget riktar även, å det antilibidinösa objektets vägnar, hat mot det libidinösa objekt-jag-paret i en indirekt bortträngning, vilket gör att barnets längtan efter kärlek blir extra kraftigt omedveten och smärtsam. Fairbairn tänker sig att idealobjektet i huvudsak motsvarar Freuds Överjag. Fairbairn avvisar existensen av ett Det.
En person som utifrån en otillfredsställd kärlek till en avvisande mor har utvecklat en sådan endopsykisk struktur, kan tolka andra människor, och själv agera, utifrån de tre jagen. Utifrån det libidinösa jagets koppling till det libidinösa objektet kan andra uppfattas som lockande men oåtkomliga; samtidigt kan denna längtan kännas sårig och smärtsam på grund av attackerna från det antilibidinösa jaget. Utifrån det antilibidinösa jagets koppling till det antilibidinösa objektet kan andra uppfattas som avvisande. Man kan också utifrån det antilibidinösa jagets – av det antilibidinösa objektet inspirerade – attityd mot det libidinösa jag-objekt-paret behandla andra nedlåtande och aggressivt. Modellen kan utifrån dessa tre perspektiv förklara varför personer, som blivit negativt bemötta av sin mamma, kan vara benägna att känna sig lockade av personer som bemöter dem negativt även senare i livet. Den kan också förklara varför personer kan uppleva att någon trycker ner dem, även när ingen gör det. Den kan för det tredje förklara varför människor till synes omotiverat behandlar andra nedlåtande och aggressivt.
Den psykologiska utvecklingen går enligt Fairbairn från infantilt beroende baserat på mottagande till moget beroende baserat på givande.
Psykoterapin syftar till att patienten skall öppna sitt slutna system, våga se verkligenheten som den är och integrera objekten och jagen, så att man kan ge och ta emot kärlek på ett mer realistiskt sätt. För att detta skall vara möjligt, behöver patienten möta en god och omtänksam terapeut, och våga forma en ny verklighetbild utifrån denna relation.

## Självpsykologi

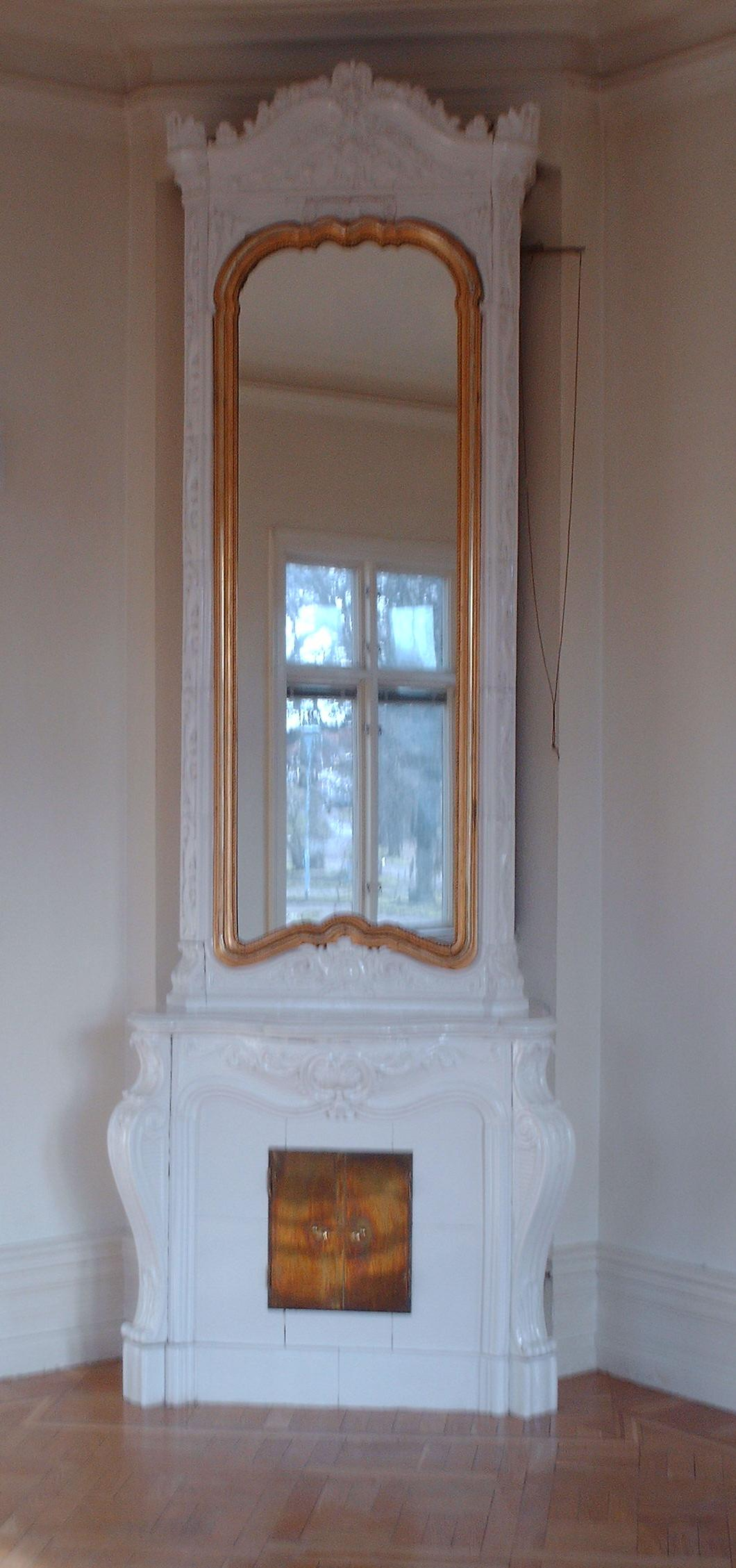
Speglingsbehovet - ett av självobjektsbehoven.

Självpsykologin utvecklas av Heinz Kohut(en) (1913–1981). Begreppet själv införs i psykoanalysen efter Freud och finns hos exempelvis Hartmann och Winnicott. Självet är för Kohut centrum för upplevelse, motivation och självkänsla. Kohut placerar självet i centrum och utvecklar en teori om självet som en struktur i den psykiska apparaten. Kohut tonar ner mycket av Freuds teorier och lägger fokus på självkänslan. Detta gör han successivt, först i en begränsad teori, där han infogar självet i Freuds metapsykologi (1971), sedan i en utvidgad, där han lämnar mycket av Freuds metapsykologi (1977).
Kohut utvecklar Freuds teori om narcissism. Kohut ser narcissism (självkärlek) som något i grunden gott, som dock kan utvecklas fel. Freud hade beskrivit hur ökad egenkärlek leder till minskad kärlek till andra, vilket i hans modell uttrycks så att libido antingen kan riktas mot andra - objektlibido, eller mot en själv - narcissistisk libido. Kohut menar istället att kärlek till andra och till en själv är ömsesidigt utvecklande och att vi behöver båda delar, vilket han beskriver som att objekt- och narcissistisk libido är separata.
Kohut beskriver självet som en intrapsykisk struktur med tre poler: självhävdande ambition, internaliserade värden och ideal, samt en pol för upplevelse av likhet och samhörighet (som han inför senare i teorin). Mellan dessa poler finns ett spänningsfält av begåvningar och färdigheter.
De tre polerna motsvarar tre självobjektsbehov: Speglingsbehovet innebär att barnet behöver bli sett, uppskattat, beundrat. Idealiseringsbehovet innebär att barnet behöver få beundra någon annan och associera sig till den personens storhet. Tvilling- eller alter ego-behovet (senare i hans teori) innebär behov av upplevelse av likhet och samhörighet. Det mycket lilla barnet har också ett sammansmältningsbehov som innebär behov av intuitiv förståelse.
Senare teoretiker har lagt till motståndarbehov, det vill säga behov av sporrande konkurrens (Lachmann och Wolf), valideringsbehov, det vill säga bekräftelse av känslor (Stolorow, Brandchaft och Atwood), verkansbehov det vill säga förmåga att beröra andra så att man får sina självobjektsbehov tillfredsställda (Wolf), samt självbeskrivningsbehov, det vill säga behovet av att uttrycka sina erfarenheter (Trop och Stolorow).
Utvecklingsmässigt menar Kohut att barnet behöver få dessa behov tillgodosedda genom intonade föräldrar. Dock ej på ett fullkomligt sätt, utan barnet behöver även uppleva en optimal frustration, vilket hjälper barnet att klara motgångar i livet. Om denna utveckling går väl, får individen en upplevelse av att vara älskvärd, duglig och tillhörig; om inte, så uppstår tvivel på detta.
En annan utvecklingslinje handlar om att få ett sammanhållet själv, det vill säga en upplevelse av att vara hel och ha en historisk kontinuitet. Motsatsen är ett fragmenterat själv.
Kohut inför också följande försvar: Horisontell klyvning innebär att otillfredsställda självobjektsbehov hålls borta från medvetandet. Vertikal klyvning innebär att det grandiosa självet hålls borta från resten av självet och inte kan utvecklas och integreras. Undvikande innebär att man undviker situationer där ens självkänsla ånyo riskerar att kränkas. Kompensation innebär att man försöker tillfredsställa sina självobjektsbehov på andra sätt, exempelvis genom mat eller upplevelser.
Kohuts psykoterapi är mycket lyhörd och omvårdande och försöker tillgodose de självobjektsbehov patienten inte fått tillgodosedda i barndomen - med optimal frustration. I självpsykologin sitter man i terapin ansikte mot ansikte och använder inte divanen.

## Lacan

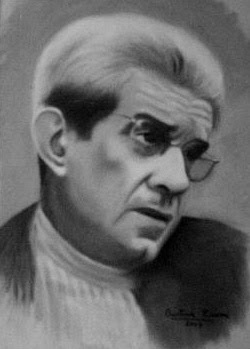
Jacques Lacan

Jacques Lacan (1901–1981) var fransk psykiater. Han var inspirerad av strukturalismen, särskilt av språkforskaren Roman Jacobson och etnologen Claude Lévi-Strauss. Lacan vill tillbaka till Freud, men gör samtidigt en radikal strukturalistisk omtolkning av hans skrifter. En av hans teser är att det omedvetna är strukturerat som ett språk, därför lämpar sig språkteorier för dess tolkning. Hans teori är en av de mer svårgenomträngliga.

Den borromeiska knuten

Lacan beskriver tre ordningar eller register - det reala, imaginära och symboliska. De illustreras av en geometrisk figur - den borromeiska knuten, som består av tre ringar inflätade i varandra.
Den reala ordningen innefattar materia och kropp, men även drömmar, hallucinationer och skräck. Den är omöjlig att förstå och ligger nära Kants tinget i sig. Den imaginära ordningen omfattar bilder och ideal. Den är fascinerande men också bedräglig. Hit hör den dyadiska relationen, känslor, aggressioner och naturen. Till den symboliska ordningen hör språket, lagen, kulturen, den sociala ordningen och den triadiska relationen. Hit hör även döden, frånvaron och bristen. Så beskrivs till exempel den reale fadern som den fysiska person som avlat en; den imaginäre fadern som samlingen av fantasier kring fadern, som gör honom till en ideal- eller skräckfigur; och den symboliske fadern som den funktion fadern intar, när han för barnet in i den sociala ordningen. Den symboliske fadern kallas även "fadersnamnet". På samma sätt kan penisen beskrivas, eller fallosen, som Lacan föredrar att kalla den. Den reala fallosen är penisen i kroppslig mening; den imaginära fallosen är det okända objekt som vårt begär ytterst sett sträcker sig mot; den symboliska fallosen är signifikanten (tecknet) för den Andres längtan och för jouissance, som är den smärtsamma njutning man uppnår när man efter kulmen fortsätter söka njutning. Den uttrycker också könsskillnaden.
Den imaginära ordningen träder man in i genom spegelstadiet. Från början är den "för tidigt födda" människan hjälplöst hänvisad till ett biologiskt relaterande till sin mor. Men i 1/2- till 1 1/2-årsåldern blir barnet fascinerat av sin egen spegelbild. När det identifierar sig med den, eller med en jämnårig, uppstår jaget, och barnet har en tid svårt att skilja mellan sig självt och andra. I detta blir barnet också delvis bedraget, eftersom man inte är sin spegelbild. Barnet blir avundsjukt på bilden, som det uppfattar som mer hel, och så förs en aggressivitet in. Spegelbilden illustrerar den konfliktfyllda duala relationen mellan barn och mor. Det är dock ingen verklig dyad, ty den imaginära fallosen finns med som en tredje part. Den imaginära fallosen är vad modern känner begär till bortom barnet.
Den symboliska ordningen träder man in i genom Oidipuskomplexet, i vilket fadern träder in och räddar barnet från den konfliktfyllda och illusoriska dyadiska relationen med modern. Oidipuskomplexet är indelat i tre "tider": I den första tiden inser barnet att modern känner begär till något bortanför det självt - den imaginära fallosen. Barnet inser nu, att modern inte är fullkomlig, eftersom hon längtar. Barnet inser också sin egen ofullkomlighet, eftersom det inte kan tillfredsställa moderns begär. Barnet försöker vara detta som modern längtar efter, och uppfattar modern som skrämmande omnipotent. Till detta kommer att driften börjar göra sig gällande i de reala genitalierna. Barnet inser då, att det inte räcker med det imaginära - det måste erbjuda något realt, men dess reala genitalier är hopplöst otillräckliga. I den andra tiden träder den imaginäre fadern in. Fadern räddar barnet genom att förbjuda moderns tillträde till fallosen och barnets tillträde till modern, vilket Lacan ibland talar om som kastration av modern. Det är viktigt att modern respekterar detta förbud. Barnet ser nu fadern som objekt för moderns begär. I den tredje tiden träder den reale fadern in. Han visar att han har fallosen, och kastrerar barnet i så måtto att det blir omöjligt för barnet att fortsätta försöka vara fallosen för modern. Barnet kan då istället symboliskt identifiera sig med fadern, vilket skapar överjaget.
Lacan beskriver tre strukturer. Alla människor hör till någon av strukturerna. Den som går igenom alla tre tiderna, utvecklar neurotisk struktur. Neurotikern bor i språket och neurosen är strukturerad som en fråga. Den karaktäristiska försvarsmekanismen är bortträngningen, vilken innebär att en beteckning förpassas till det omedvetna, varifrån den alltid återvänder i förklädd form.
Om man når den tredje tiden, men istället för att identifiera sig med fadern, identifierar sig med modern och/eller med den imaginära fallosen, faller man tillbaka i den imaginära preoidipala triangeln och får pervers struktur. I relation till driften positionerar man sig som objekt för den Andres njutning. Perversionen karaktäriseras av bristen på fråga. Förnekelsen, som är den för den perversa strukturen utmärkande försvarsmekanismen, innebär att man samtidigt förnekar och erkänner. Det man förnekar är moderns kastration.
Om en blockering äger rum redan före den första tiden, utvecklas psykotisk struktur. Den försvarsmekanism som används här är förkastelsen, som innebär en mer total förnekelse än i den perversa strukturen. Det man förkastar är fadersnamnet. Det integreras inte i det symboliska universat, vilket leder till ett hål i den symboliska ordningen. Fadersfunktionen är reducerad till imaginär. Psykotikern är ockuperad av språket.
Ett drag i Lacans psykoterapi var att han inte arbetade med fasta längder på sessionerna, utan när terapeuten uppfattade att patienten sade något viktigt, avslutades sessionen.

## Forskning och utvärdering
Psykoanalysen ser sig som en forskningsmetod, som genom att fördjupa sig i enskilda människor kan komma till djupa slutsatser om människans psyke. Freud var som medicine doktor väl tränad i kvantitativ metod. När han utvecklade sina psykoanalytiska teorier, valde han dock att inte använda den. Istället utvecklade han en egen metod, grundad på observationer i anslutning till behandlingen av sina patienter. Hans metod liknar närmast kvalitativ metod eller deltagande observation.
Det är sant att man genom fördjupning i en enskild person kan nå djup förståelse av honom eller henne. Många invändningar har dock även rests mot detta metodval. Ett problem är att enstaka observationer inte kan generaliseras till att gälla alla - kanske förstår man en person på djupet, men varför skulle slutsatserna gälla alla? Ett annat problem är att en behandlare som forskar på sin egen behandling kan ha svårt att förhålla sig neutral till sina resultat, och det finns en risk att han har lättare att dra slutsatser som ligger i linje med hans förväntningar än som går emot dem. För det tredje sker behandlingen i enskildhet och det är svårt för andra att på ett objektivt sätt kontrollera vad som verkligen skett.
Det finns även empiriskt stöd för metodologiska tveksamheter. När Freuds brev till Wilhelm Fliess publicerades, har det argumenterats för att hans beskrivningar i breven och fallbeskrivningarna skiljer sig åt på ett sätt som ger misstankar om att Freud ibland förändrat sina fallbeskrivningar för att bättre passa hans teorier.
Allt detta kan dock avhjälpas om psykoanalysen undergår vetenskapliga studier med bättre upplägg. Så har dock hittills inte skett i någon nämnvärd omfattning.

### Metapsykologi
En annan svårighet är den höga abstraktionsnivå som de psykoanalytiska författarnas teorier ligger på. Många begrepp skulle behöva definieras bättre, för att kunna stödjas eller falsifieras. I vilken mening tänks till exempel detet, jaget och överjaget existera? Teorierna om barns tidiga utveckling möter särskilda svårigheter, då spädbarn inte kan tala.
Karl Popper har ifrågasatt psykoanalysens falsifierbarhet: Han har menat att teorierna formulerats på ett sådant sätt att de är förenliga med alla möjliga empiriska utfall. Adolf Grünbaum har istället argumenterat för att psykoanalysen är falsifierbar.
Kanske indikerar Freuds benämning "metapsykologi" att psykoanalysen främst skall förstås som en psykologisk filosofi, en metafysik för psyket?
Forskning har utförts på psykoanalytisk utvecklingsteori, av till exempel Margaret Mahler (se ovan). Forskning inom anknytningsteori, en teoribildning som ursprungligen utgick från psykoanalysen, har bekräftat Mahlers, Winnicotts, Fairbairns, Kohuts med fleras tankar om att lyhördhet och responsivitet hos föräldrar befrämjar utveckling av en psykisk hälsa. Modern spädbarnsforskning har också bekräftat delar av Mahlers resultat: Ögonkontakten blir mer kontinuerlig vid en månads ålder och ett social leende kommer vid 3–4 veckor. Vid 6–7 månader kan barnet visa rädsla. Modern forskning har dock inte kunnat bekräfta Mahlers teorier om naturlig autism och symbios hos det lilla barnet.

### Psykoterapi
Kvantitativ forskning på psykoanalytisk/psykodynamisk metod har inte kommit igång förrän relativt nyligen, och fortfarande i liten omfattning om man jämför med kognitiv beteendeterapi.
Socialstyrelsen i Sverige har gått igenom behandlingsmetoder mot depression och ångest och då funnit att psykodynamisk korttidsterapi har liten effekt på vissa tillstånd, men att forskningsläget ofta är för dåligt för att uttala sig. När det gäller tvångssyndrom hos unga avråds från användning av psykodynamisk korttidsterapi.

### Kultur
Freud byggde upp en gemenskap med starka personliga band, där han själv intog en roll som en auktoritet. Dessa band utvecklades bland annat genom att Freud själv analyserade sina närmsta lärjungar, som i sin tur analyserade nästa generation, och så vidare. Personer med självständiga idéer manövrerades på olika sätt ut, såsom Carl Gustav Jung, Alfred Adler och Jacques Lacan. Freud organiserade gemenskapen i Internationella Psykoanalytiska Sällskapet, i sin tur indelad i olika landsföreningar. På dessa sätt kunde psykoanalysen leva sitt eget liv i en med den akademiska världen parallell struktur. Freud kunde så behålla kontrollen över sitt verk, och rörelsen kunde växa och få inflytande. Samtidigt innebar det att möjligheten till alternativa idéer och objektiv forskning begränsades. Det faktum att konkurrerande skolbildningar växt fram kan tyda på en svag empirisk förankring - om frågor kan avgöras empiriskt, behöver man inte strida om dem. Webster betraktar psykoanalysen snarast som en religion.

### Genusfrågor
Psykoanalysen har också utifrån genusteori kritiserats för att upprätthålla traditionella synsätt på kön och genus. Nyare psykoanalytiska teoretiker har gått i svaromål och omformulerat teorierna.
Alice Miller och Jeffrey Masson har kritiserat Freud för att han övergav förförelseteorin, det vill säga att han avfärdade sina patienters berättelser om sexuella övergrepp i barndomen, och istället började tolka sådana minnen som förskjutningar och förvrängningar av patienternas egna förbjudna önskningar (Oidipuskomplexet). Vissa forskare har tvärtom ur Fliessbreven dragit slutsatsen att övergreppsberättelserna inte är autentiska, utan härrör ur Freuds spekulationer.

## Idéhistoria

### Begrepp

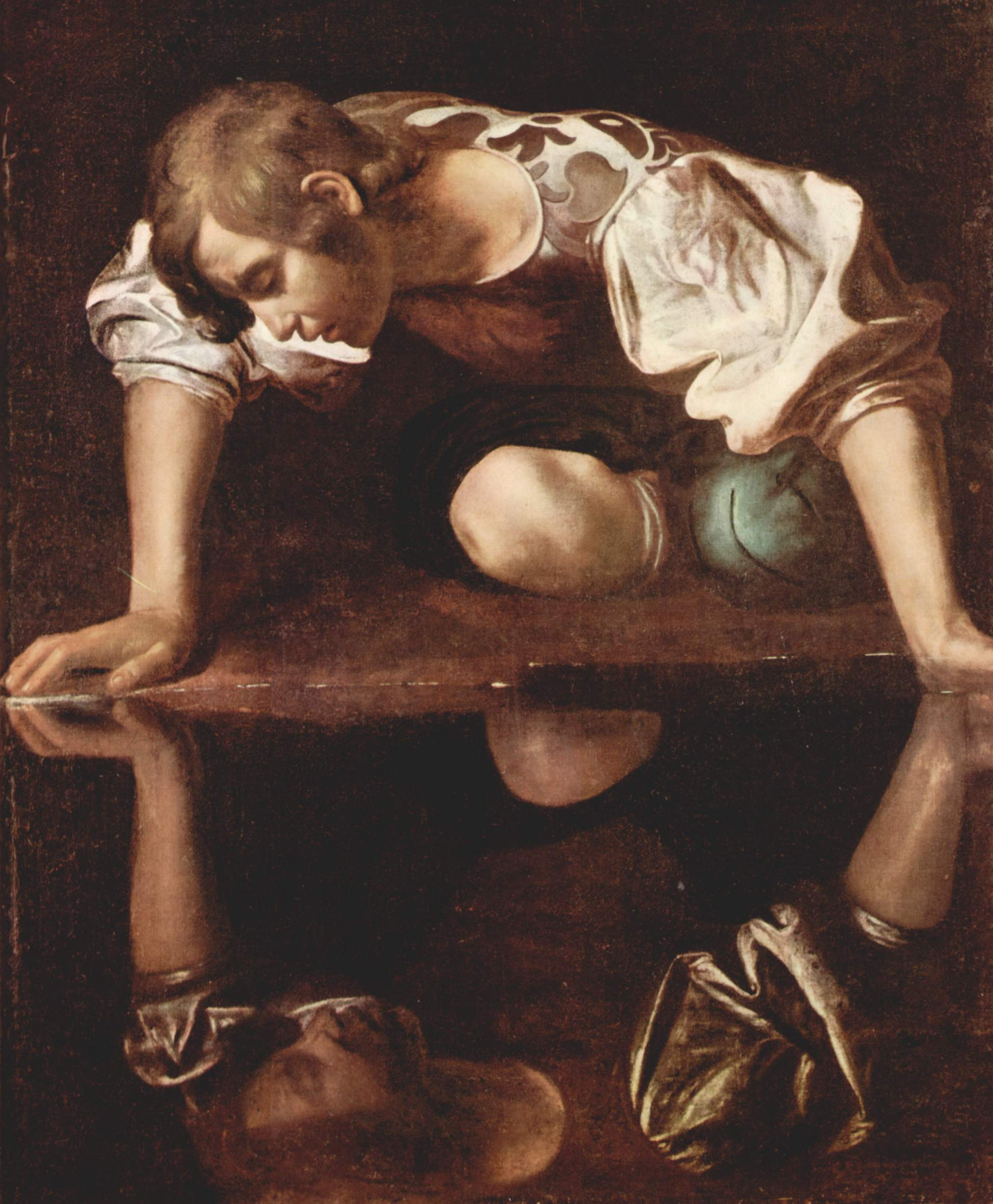
Caravaggio: Narkissos (1597–99), olja och klärobskyr på duk, 110x92 cm, Galleria Nazionale d'Arte Antica, Rom.

Freud var mycket intresserad av antiken och hämtade begrepp därifrån. Oidipuskomplexet är utvecklat ur legenden om kung Oidipus. Oidipus dräper, ovetande om sitt ursprung, sin far och gifter sig med sin mor. Narcissismen är utvecklad ur myten om Narkissos, en vacker yngling som förälskade sig i sin egen spegelbild i en källa.

### Andra topiken/Strukturella synvinkeln
Platon (427–347 f. Kr.) beskriver ett tredelat psyke. Förnuftssjälen söker vishet och har sitt säte i huvudet; mod- och ambitionssjälen är aktiv, stridslysten, söker ära och finns i bröstet; och begärssjälen söker pengar, makt och sex och finns i magen och underlivet. I Dialogen Faidros liknar Platon själen vid ett bevingat tvåspann: Den ena hästen är välartad, behärskad och söker visdom; den andra är bångstyrig, impulsiv och söker njutning. Kusken har att styra. Låter han den välartade hästen råda, kan spannet höja sig mot idévärlden.
Aristoteles (384–322 f. Kr.) beskriver en annan tredelning: Allt levande har en vegetativ själ, som syftar till näringsintag och förökning. Djuren har dessutom en djursjäl, som möjliggör rörelse. Människan har utöver detta även en förnuftig själ, som möjliggör tänkande.
Aposteln Paulus (c:a 3 – c:a 65) gör också en två- eller tredelning av människan. Anden eller den nya människan vill det goda. Köttet eller den gamla människan har lust till det onda. Människan har att välja mellan att "vandra i anden" eller att "göra köttets gärningar". (Romarbrevet 6-8, Galaterbrevet 5, Efesierbrevet 4, Kolosserbrevet 3)

### Dynamiska synvinkeln
Arthur Schopenhauer (1788–1860) beskriver sin filosofi i Världen som vilja och föreställning. I världen finns en opersonlig och överindividuell vilja som driver allt. Den kommer till uttryck i bevarandedriften som näringsintag, och i sexualdriften som fortplantning. För den enskilde är dock världen bara föreställning, maya: Människan uppfattar inte varats innersta väsen, utan tror att det är hon själv som vill saker, blir förälskad, bildar familj. I själva verket är hon bedragen av viljan, vars syfte är artens fortlevnad. Schopenhauer var inspirerad av indisk filosofi, särskilt Upanishaderna. Freud lyfter också fram människans utsatthet för sexualdrifternas tryck, men talar påfallande lite om fortplantningen.
Friedrich Nietzsche (1844–1900) talar om sexuella och aggressiva drifter. Han beskriver flera psykologiska processer som liknar Freuds: Drifter kan hämmas genom en aktiv glömska, de kan genom sublimering uttryckas på ett ställföreträdande sätt, de kan vändas inåt. Dessa processer ger förutsättning för samhällets uppkomst.

### Första topiken/Topografiska synvinkeln

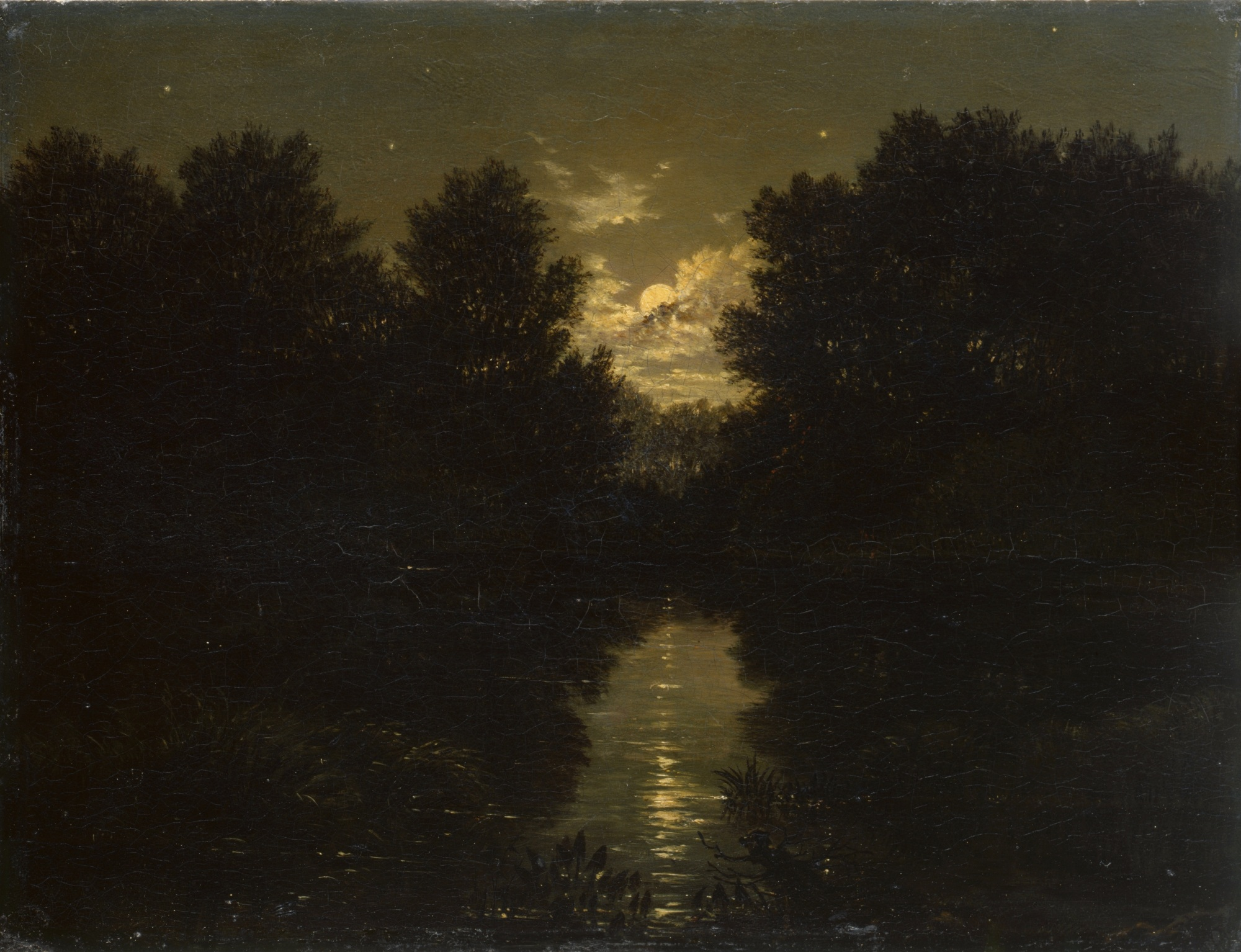
Målning av Carl Gustav Carus: Mondscheinlandschaft / Månskenslandskap (1859), olja på duk, 30 x 41.5 cm, Galerie Neue Meister i Dresden.

Associationisterna tänkte sig att sinnesintryck kombineras till idéer, som kan kombineras till mer komplexa idéer. David Hume (1711–1776) menade exempelvis att delarna dras till varandra utifrån likhet, närhet och orsak, på ett sätt som liknar gravitationen. Johann Friedrich Herbart (1776–1841) lyfte fram att vi inte är medvetna om alla idéer vi har. Det finns en medvetandetröskel som idéerna måste passera. Intryck som är förenliga dras till varandra och bildar idéer, och motstridiga intryck stöter bort varandra. De så bildade idéerna eller idékomplexen konkurrerar för att nå medvetandet. Den grupp som blir tillräckligt stor passerar medvetandetröskeln. Väl i medvetandet drar de till sig liknande idéer, och håller samtidigt motstridiga idéer borta från medvetandet.
Under romantiken var intresset för det omedvetna stort. Exempel på tänkare är Carl Gustav Carus (1789–1869), Jules Héricourt och Théodore Flournoy (1854–1920). De beskrev bland annat icke medveten information och hur den kan bearbetas i det omedvetna.
Pierre Janet (1859–1947) och Jean Martin Charcot (1835–1893) talar om fixa idéer som avklyvts från den normala psykiska bearbetningen och påverkar psyket på ett sätt som personen inte har kontroll över. De kan vara omedvetna. Janet använder termen undermedveten istället för omedveten.

### Ekonomiska synvinkeln
Pierre Janet formulerade också en ganska utvecklad teori om psykiska energier och talade om en psykologisk ekonomi kring dessa. Han kallar sin metod psykologisk analys. Han tillskriver energierna egenskaperna kraft och spänning, jämförbara med ellärans strömstyrka och spänning. Kraft är ett kvantitativt begrepp och uttrycker förmågan att utföra psykiska handlingar i stort antal, länge och snabbt. Spänning är förmågan att använda energin på en högre nivå i psyket, till mer avancerade uppgifter. Astenikern har för lite kraft medan hypotonikern har för lite spänning. Asteni yttrar sig i långsamhet, tillbakadragenhet, nedstämdhet och misstänksamhet; medan hypotoni beror på att energi läcker ut på för låg nivå och yttrar sig i överaktivitet, tics, migrän och otillräckligshetskänslor. Det är viktigt att ställa rätt diagnos, då asteni behandlas med vila och att minska antalet energitjuvar, medan hypotoni istället behandlas med ansträngning och med mer avancerade aktiviteter. Fixa idéer kan dessutom ligga och dra energi i onödan, vilket leder till trötthet.

## Teorier och praktiker som uppstått ur psykoanalysen

### Analytisk psykologi
Carl Gustav Jung (1875–1961) var nära vän till Freud och ordförande i Internationella Psykoanalytiska Sällskapet. Han bröt dock med Freud 1914 och utvecklade sin egen analytiska psykologi. Jung är intresserad av andlighet i olika kulturer. Han identifierar gemensamma mänskliga teman som är oberoende av kultur - arketyper, och förklarar dem med existensen av ett kollektivt omedvetet.

### Individualpsykologi
Alfred Adler (1870–1937) tillhörde den inre kretsen i psykoanalysens tidiga historia i Wien, tills det kom till en brytning 1911 och Adler utvecklade sin egen individualpsykologi. Adlers teori är social och samhällstillvänd. Människan har tre livsuppgifter: arbete, gemenskapskänsla och kärlek. Om människan har en bra uppväxt strävar hon efter att nå dessa mål på den gemensamt nyttiga sidan, om inte kan hon istället eftersträva dem på den gemensamt onyttiga. Tre situationer försvårar en god utveckling: mindervärdiga organ (funktionsvariation), bristande omvårdnad och att man blir bortskämd. I dessa fall kan man utveckla ett mindervärdeskomplex och kompensera det genom att agera aggressivt eller distanserat. Adler intresserade sig också för födelseordningen.

### Anknytningsteori
John Bowlby (1907–1990) var engelsk psykoanalytiker som utvecklade anknytningsteorin. Anknytningsteorin utgår från psykoanalytiska tankar om barns behov av å ena sidan närhet till en lyhörd och responsiv mor, och å andra sidan av separation och att utforska världen. Anknytningsteorin är idag ett stort forskningsfält där man bland annat identifierat olika anknytningsmönster.

### Kognitiv terapi - Kognitiv beteendeterapi
Aaron Beck (1921–2021) var ursprungligen psykoanalytiker. Han grundade den kognitiva terapin, vars bärande idé är att tankarna har mycket stor betydelse för mående och beteende. Terapiformen syftar därför till att förändra patientens tankar. Den har senare även kombinerats med beteendeterapi och blivit till kognitiv beteendeterapi, KBT, där man försöker förändra både tankar och beteende för ett bättre mående och ett bättre fungerande liv.

### Allmänt
- Andkjær Olsen Ole, red (2002) (på danska). Psykodynamisk leksikon : den psykodynamiske psykologi fremstillet i 548 encyklopædiske artikler og 313 kortere biografier. København: Gyldendal. Libris 8884184. ISBN 87-00-25254-9
- Akhtar, Salman (2009) (på engelska). Comprehensive dictionary of psychoanalysis. London: Karnac. Libris 11603088. ISBN 1855758601
- Belchior Melícias, A, The Freud Folder
- Erwin Edward, red (2002) (på engelska). The Freud encyclopedia: theory, therapy and culture. New York: Routledge. Libris 8287530. ISBN 0-415-93677-2
- Etchegoyen, R. Horacio (2005) (på engelska). The fundamentals of psychoanalytic technique (Rev. ed., paperback ed.). London: Karnac books. Libris 10140332. ISBN 1-85575-455-X
- Fhanér, Stig (1989) (på flera språk). Psykoanalytiskt lexikon. Stockholm: Norstedt. Libris 7155012. ISBN 9118837328
- Jerlang Espen, red (1999). Utvecklingspsykologiska teorier: en introduktion. Scandinavian university books, 99-0103642-9 (3., [utök.] uppl.). Stockholm: Liber. Libris 8354346. ISBN 9147049456
- Laplanche, Jean; Pontalis Jean-Bertrand (1973) (på engelska). The language of psycho-analysis. New York: W.W. Norton. Libris 4881847. ISBN 0-393-01105-4
- Mijolla Alain de, red (2005) (på engelska). International dictionary of psychoanalysis = Dictionnaire international de la psychanalyse. Detroit: Macmillan Reference USA. Libris 10292624. ISBN 0-02-865924-4
- Mitchell, Stephen A.; Black Margaret J. (1995) (på engelska). Freud and beyond: a history of modern psychoanalytic thought. New York: BasicBooks. Libris 4961671. ISBN 0465014046
- Skelton Ross M., red (2009[2006]) (på engelska). The Edinburgh international encyclopaedia of psychoanalysis. Edinburgh: Edinburgh University Press. Libris 11701340. ISBN 978-0-7486-3976-2

### Freud
- Andkjær Olsen, Ole; Køppe Simo (1986) (på danska). Freuds psykoanalyse (2. udg.). Copenhagen: Gyldendal. Libris 7195071. ISBN 87-01-20202-2

### Efter Freud, allmänt
- Andkjær Olsen, Ole; Køppe Simo (1996) (på danska). Psykoanalysen efter Freud. København: Gyldendal. Libris 2249372

### Driftsteori
- Bott Spillius, Elizabeth; Garvey Penelope, Hinshelwood R. D., Milton Jane, Milton Jane E., Spillius Elizabeth Bott (2011) (på engelska). New Dictionary of Kleinian Thought. Routledge. ISBN 978-0-415-59259-8
- Kernberg, Otto F. (1975) (på engelska). Borderline conditions and pathological narcissism. Classical psychoanalysis and its applications, 99-0143571-4. New York: Aronson. Libris 6216991. ISBN 0-87668-205-0
- Kernberg, Otto F. (1976) (på engelska). Object-relations theory and clinical psychoanalysis. Classical psychoanalysis and its applications, 99-0143571-4. New York: Aronsson. Libris 6217013. ISBN 0-87668-247-6
- López-Corvo, Rafael (2003) (på engelska). The Dictionary of the work of W.R. Bion. London: Karnac Books. ISBN 9781855753389
- Mahler, Margaret S.; Pine Fred, Bergman Anni, Haglund Eva Marianne, Löfgren Ingeborg (1990). Barnets psykiska födelse: symbios och individuation (2. utg.). Stockholm: Natur och kultur. Libris 7228769. ISBN 9127024253

### Jagpsykologi
- Freud, Anna; Harding Gösta (1994). Jaget och dess försvarsmekanismer. Psykologins pionjärer, 99-1646503-7 (3. utg.). Stockholm: Natur och kultur. Libris 7229283. ISBN 9127041050

### Objektrelationsteori
- Celani, David P. (2010) (på engelska). Fairbairn's object relations theory in the clinical setting. New York: Columbia University Press. Libris 13528064. ISBN 9780231149075
- Davis, Madeleine; Wallbridge David (1990) (på engelska). Boundary and space: an introduction to the work of D.W. Winnicott. New York: Brunner/Mazel. Libris 6471754. ISBN 1855750015
- Fairbairn, William Ronald Dodds; Scharff David E., Birtles Ellinor Fairbairn (1994) (på engelska). Psychoanalytic studies of the personality. London: Routledge. Libris 8286412. ISBN 9780415107372
- Fairbairn, W. Ronald; Scharff David E., Fairbairn Birtles Ellinor (1994) (på engelska). From instinct to self: selected papers of W.R.D.Fairbairn. The library of object relations, 99-2406898-X. Northvale, N.J: Aronson. Libris 6373155. ISBN 1-56821-366-2

### Självpsykologi
- Lessem, Peter A. (2005) (på engelska). Self psychology: an introduction. Lanham: Jason Aronson. Libris 12222423. ISBN 9780765703804

### Lacan
- Evans, Dylan (1996) (på engelska). An introductory dictionary of Lacanian psychoanalysis. New York: Routledge. Libris 4917700. ISBN 0415135222

### Forskning och utvärdering
- Larsson, B. (2002). "Var Freud vetenskapsman?" Folkvett 4/2002
- Larsson, B. (2022). Arton myter om Freud och vägen framåt. Stockholm. Lava förlag.
- Cioffi, F. 1970. Freud and the Idea of a Pseudo-Science. I: Borger, R. & Cioffi, F. (eds): Explanation in the Behavioural Sciences, s. 471-499. Cambridge: Cambridge University Press. Även i Cioffi, 1998.
- Cioffi, F. 1998. Freud and the Question of Pseudosciene. Chigago: Open Court.
- Esterson, A. 1993. Seductive Mirage. Chicago: Open Court.
- Eysenck, H. 1985. Decline and Fall of the Freudian Empire. Harmondsworth: Penguin Books.
- Grünbaum, A. 1984. The Foundations of Psychoanalysis. Berkley, California: University of California Press.
- Grünbaum, A. 1993. Validation in the Clinical Theory of Psychoanalysis. Madison, Connecticut: International University Press.
- Hook, S. (ed.) 1959. Psychoanalysis, Scientific Method and Philosophy. New York: New York University Press.
- Macmillan, M. 1991. Freud Evaluated: The Completed Arc. Utvidgad utgåva 1997. Cambridge, Massachusetts: The MIT Press.
- Masson, J. 1984. Sveket mot sanningen. Stockholm: Wahlström & Widstrand.
- Masson, J. 1985. The Complete Letters of Sigmund Freud to Wilhelm Fliess. Cambridge, Massachusetts: Harvard University Press.
- Miller, A. 1983. Du ska inte märka. Stockholm: Wahlström & Widstrand.
- Popper, K. 1962. Conjectures and Refutations. New York: Basic Books.
- Popper, K. 1983. Realism and the Aim of Science, ed. W. Bartley. Totowa, New Jersey: Rowman & Littlefield.
- Salter, A. 1976 (orig. 1952). Vägen från Freud. Stockholm: Natur & Kultur.
- Scharnberg, M. 1993. The Non-Authentic Nature of Freud’s Observations. Vol. I: The Seduction Theory. Uppsala: Acta Universitatis Upsaliensis.
- Scharnberg, M. Criticism of Freud and psychoanalysis
- Webster, R. 1995. Why Freud Was Wrong. London: Harper Collins.
- Wilcocks, R. 1994. Maelzel’s Chess Player: Sigmund Freud and the Rhetoric of Deceit. Lanham, Maryland: Rowman & Littlefield.

### Idéhistoria
- Ellenberger, Henri F. (1994) (på engelska). The discovery of the unconscious: the history and evolution of dynamic psychiatry (New ed.). London: Fontana. Libris 4467188. ISBN 0-00-686320-5
- Leahey, Thomas Hardy (2013) (på engelska). A history of psychology: from antiquity to modernity (Seventh edition, International edition.). Boston: Pearson. Libris 14636709. ISBN 9780132929509
- Nordin, Svante (1995). Filosofins historia: det västerländska förnuftets äventyr från Thales till postmodernismen. Lund: Studentlitteratur. Libris 8353526. ISBN 9144318510
- Watson, Robert I. (1971) (på engelska). The great psychologists. The Lippincott College psychology series, 99-0160049-9 (3. ed). Philadelphia. Libris 4894073. ISBN 0-397-47239-0

### Teorier och praktiker som uppstått ur psykoanalysen
- Adler, Alfred; Ansbacher Heinz L., Ansbacher Rowena R. (1956) (på engelska). The individual psychology of Alfred Adler: a systematic presentation in selections from his writings. New York, N.Y.: Basic books. Libris 3120964
- Anknytningsteori: betydelsen av nära känslomässiga relationer (1. utg.). Stockholm: Natur och kultur. 2006. Libris 10106036. ISBN 9127109755
- Anknytning i praktiken: tillämpningar av anknytningsteorin (1. utg.). Stockholm: Natur och kultur. 2008. Libris 11179623. ISBN 9789127114845
- Fonagy, Peter; Hagelthorn Marika (2007). Anknytningsteori och psykoanalys (1. uppl.). Stockholm: Liber. Libris 10521231. ISBN 9789147084395